# 1983 dans les parcs de loisirs
| Années des parcs de loisirs : 1980 - 1981 - 1982 - 1983 - 1984 - 1985 - 1986    |
| Décennies des parcs de loisirs : 1950 - 1960 - 1970 - 1980 - 1990 - 2000 - 2010 |

## Parcs d'attractions

### Ouverture
- Conny-Land ( Suisse)
- Camelot Theme Park ( Royaume-Uni)
- Le Moulin de la Tour ( France) - Aujourd'hui connu sous le nom Dennlys Parc.
- Fantasyland ( Canada) - Aujourd'hui connu sous le nom Galaxyland.
- Parc Saint-Paul ( France)
- Paulton's Park ( Royaume-Uni) ouvert au public le 17 mai.
- Pleasurewood Hills ( Royaume-Uni)
- Tokyo Disneyland ( Japon) ouvert au public le 15 avril.

### Fermeture
- Parc Belmont ( Canada)

## Parcs aquatiques

### Ouverture
- Aqualand Cap d'Agde ( France)
- Six Flags WaterWorld ( États-Unis)

## Attractions
Ces listes sont non exhaustives.

### Montagnes russes

#### Délocalisations
| Nom                  | Type / Modèle   | Constructeur              | Parc                     | Pays        | Anciennement                      |
| -------------------- | --------------- | ------------------------- | ------------------------ | ----------- | --------------------------------- |
| Corkscrew            | Assises         | Arrow Dynamics            | Rusutsu Resort           | Japon       | Corkscrew à Yatsu Yuen            |
| Mountain Jet Coaster | Assises         | Meisho Amusement Machines | Rusutsu Resort           | Japon       | Surf Jet à Yatsu Yuen             |
| Loop the Loop        | Assises         | Meisho Amusement Machines | Rusutsu Resort           | Japon       | Loop the Loop à Expo Hokkaido '82 |
| Wild Cat             | Métal / Wildcat | Anton Schwarzkopf         | Manning's Amusement Park | Royaume-Uni | Achtbaan à Bobbejaanland          |

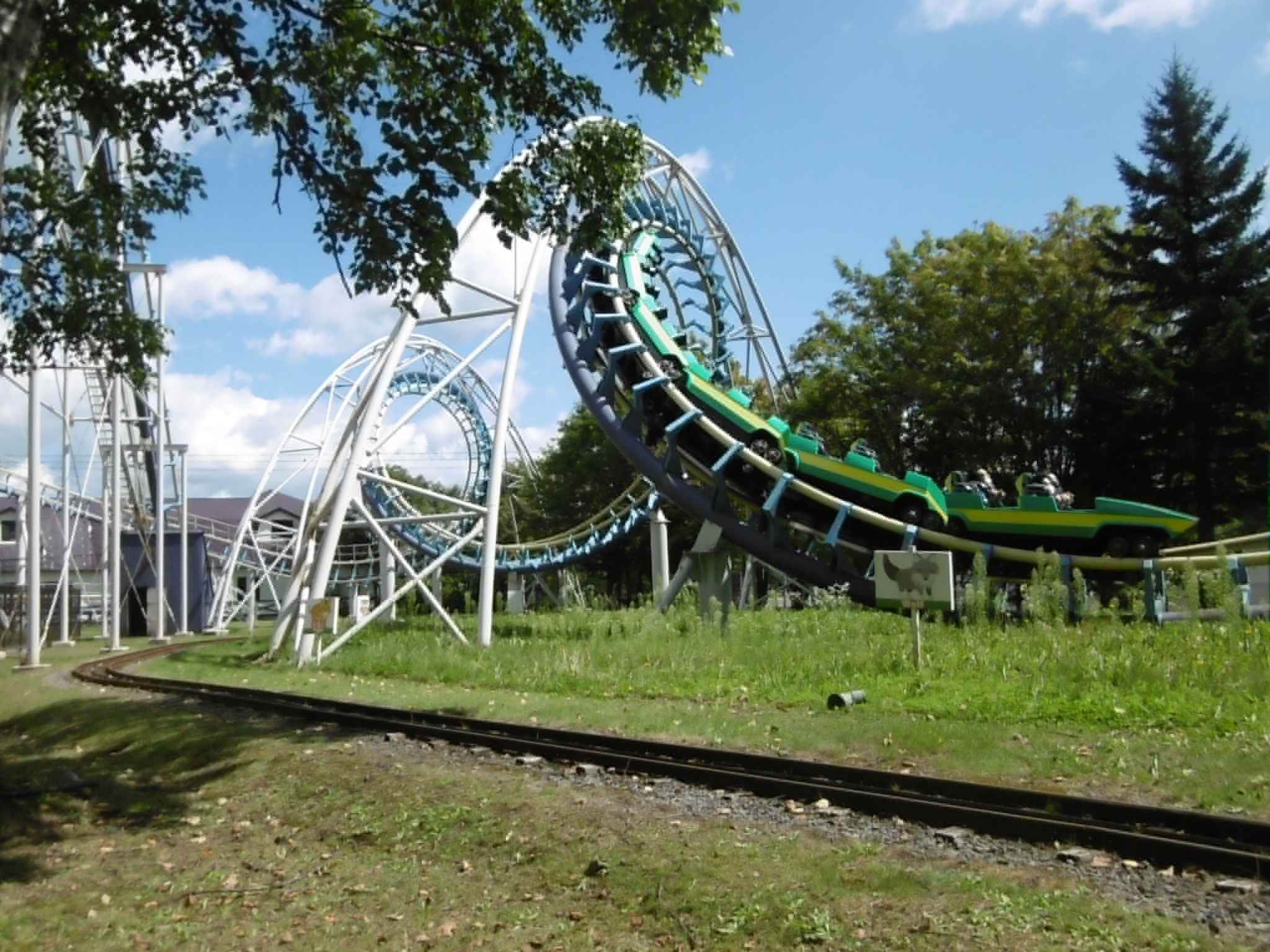
Corkscrew à Rusutsu Resort
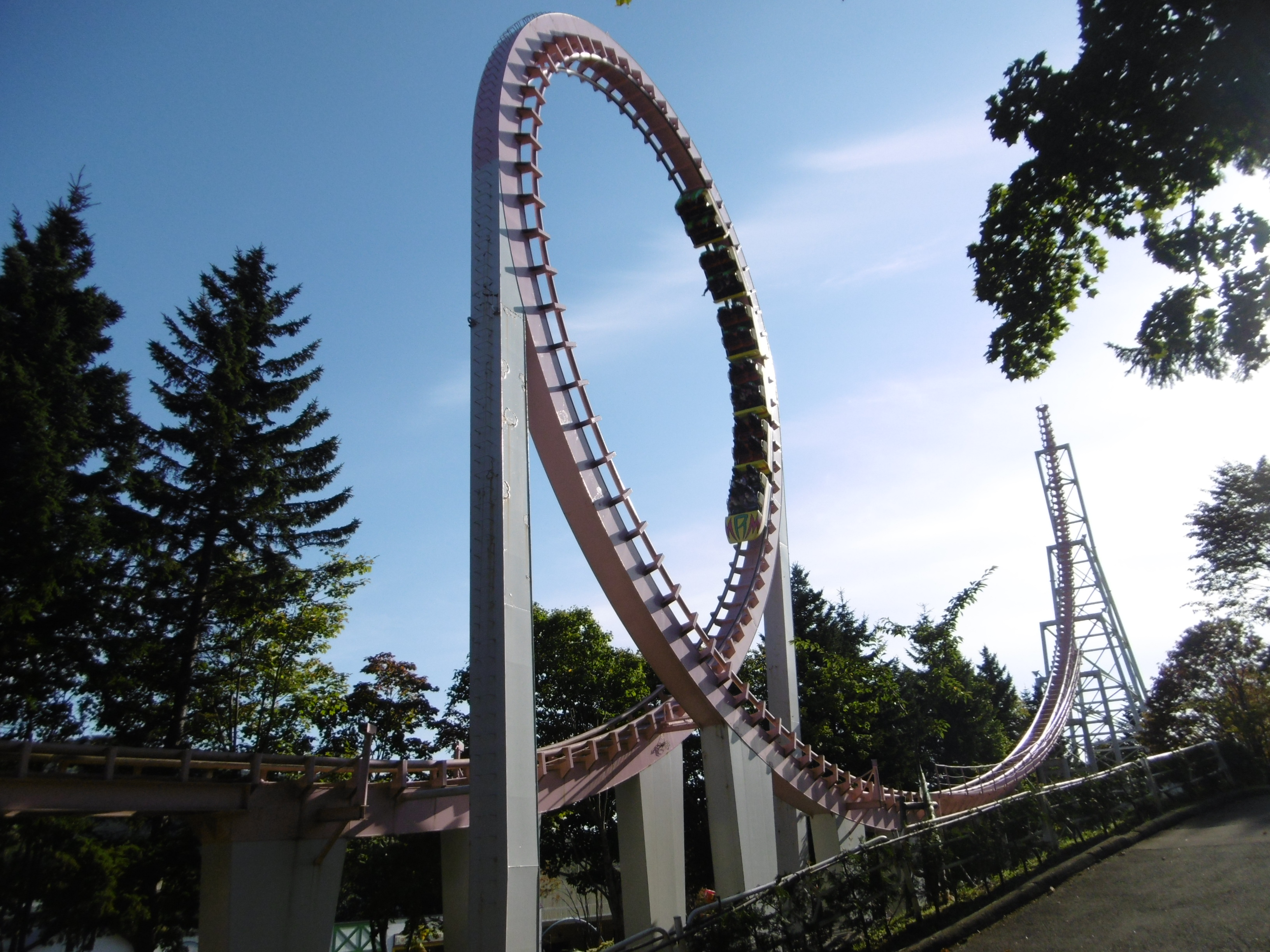
Loop the Loop à Rusutsu Resort

#### Nouveautés
| Nom                                                                    | Type/Modèle           | Constructeur              | Parc                        | Pays        |
| ---------------------------------------------------------------------- | --------------------- | ------------------------- | --------------------------- | ----------- |
| Big Loop                                                               | Assise / MK-1200      | Vekoma                    | Heide Park                  | Allemagne   |
| Black Hole                                                             | Assise en intérieur   | Anton Schwarzkopf         | Alton Towers                | Royaume-Uni |
| Camel Coaster                                                          | Assise                | Meisho Amusement Machines | Nasu Highland Park          | Japon       |
| Children Coaster                                                       | Assise                | Zierer                    | Nagashima Spa Land          | Japon       |
| Corkscrew                                                              | Assise / Corkscrew    | Vekoma                    | Spanish City Amusement Park | Royaume-Uni |
| Dragon Mountain                                                        | Assise                | Arrow                     | Marineland du Canada        | Canada      |
| Flitzer                                                                | Assise                | Zierer                    | Morey's Piers               | États-Unis  |
| Mad Mouse                                                              | Wild Mouse en bois    |                           | Pleasureland Southport      | Royaume-Uni |
| Marienkäferbahn Devenu Froschflitzer en 1999 puis Chura Racer en 2016. | Junior                | Zierer                    | Serengeti-Park              | Allemagne   |
| Mini Dragon Devenu Beastie en 1993.                                    | Junior / Big Apple    | Pinfari                   | Alton Towers                | Royaume-Uni |
| Moonsault Scramble                                                     | Navette               | Meisho Amusement Machines | Fuji-Q Highland             | Japon       |
| Riverside Cyclone Devenu Cyclone en 2000.                              | Bois                  | William Cobb              | Riverside Amusement Park    | États-Unis  |
| Space Mountain                                                         | Assise en intérieur   | WED Enterprises           | Tokyo Disneyland            | Japon       |
| Space Station Zero Devenu Flying Fish en 1990.                         | E-Powered             | Mack Rides                | Thorpe Park                 | Royaume-Uni |
| Super LS Coaster                                                       | Assise                | Meisho Amusement Machines | Kijima Amusement Park       | Japon       |
| Timberline Twister                                                     | Junior                | Bradley and Kaye          | Knott's Berry Farm          | États-Unis  |
| Venom                                                                  | E-Powered             | Garmendale                | Camelot Theme Park          | Royaume-Uni |
| Vierer-Bob                                                             | Assise / Four Man Bob | Zierer                    | Traumlandpark               | Allemagne   |

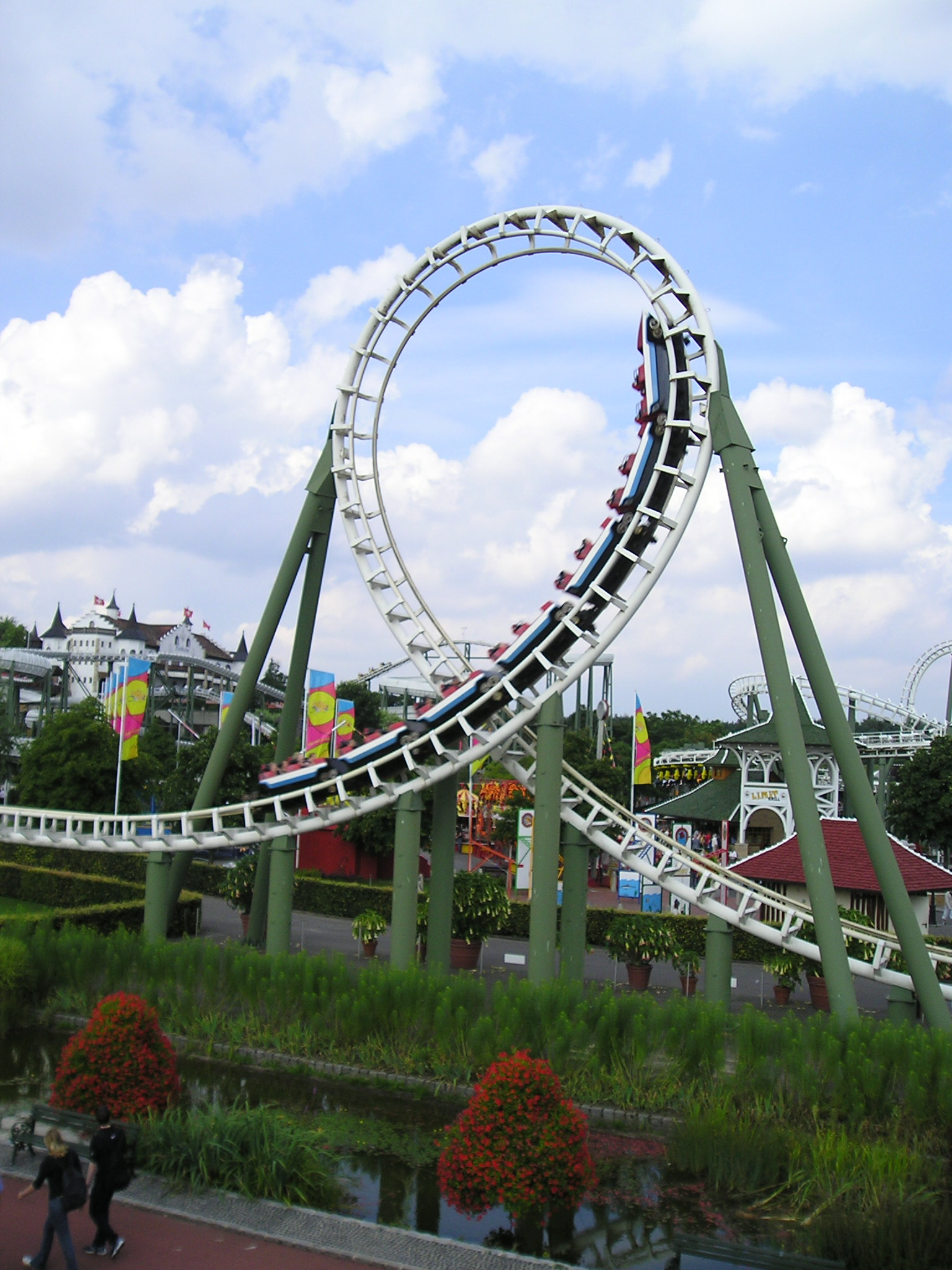
Big Loop à Heide Park
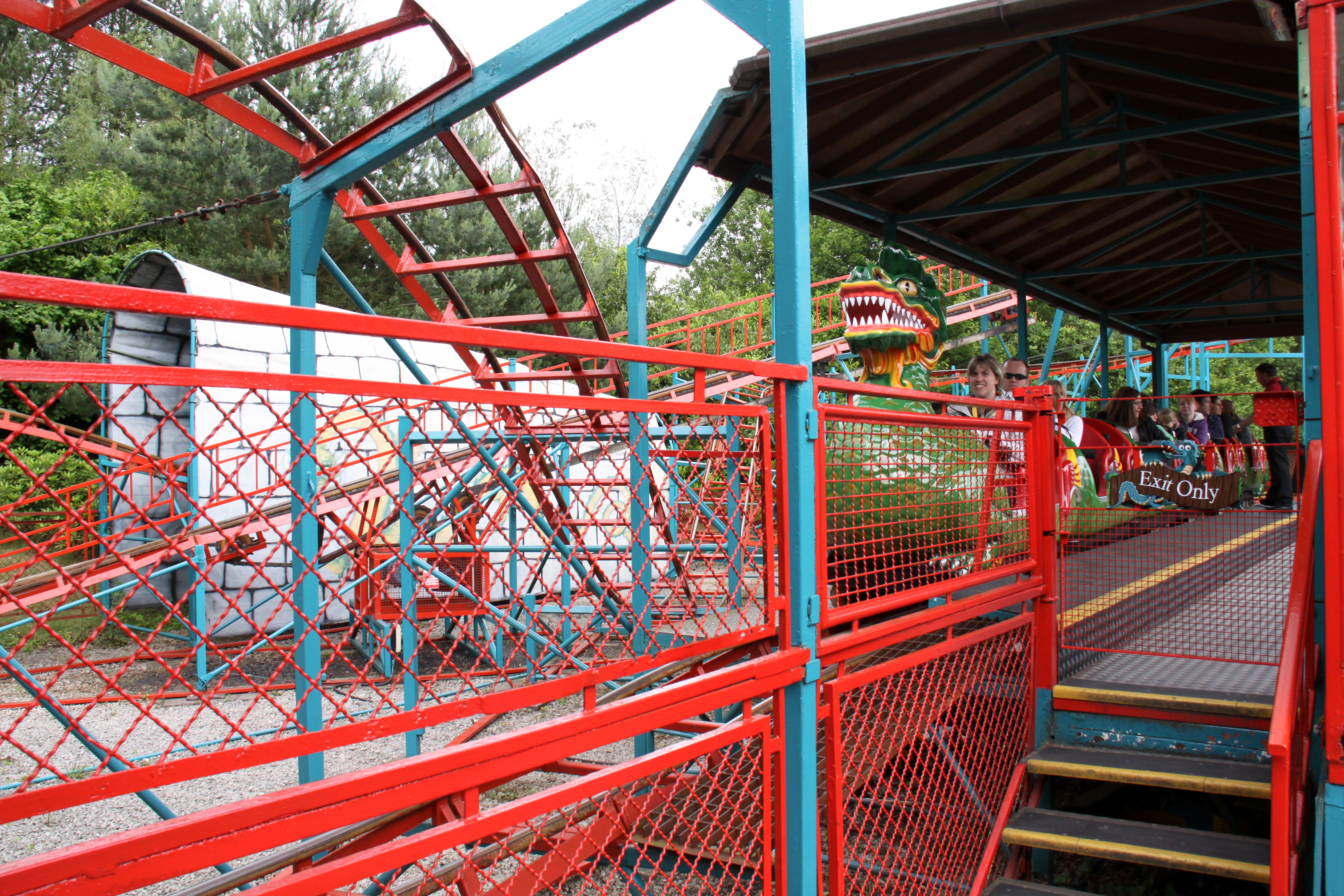
Mini Dragon à Alton Towers
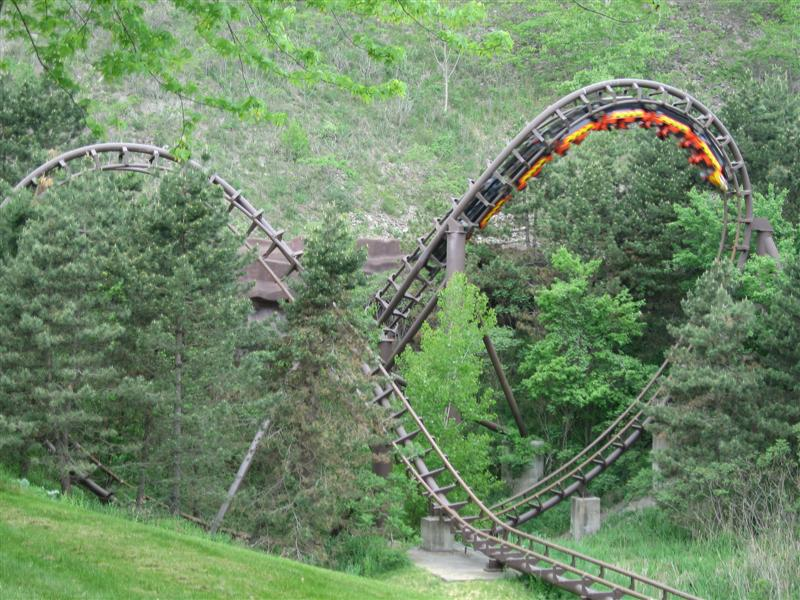
Dragon Mountain au Marineland du Canada
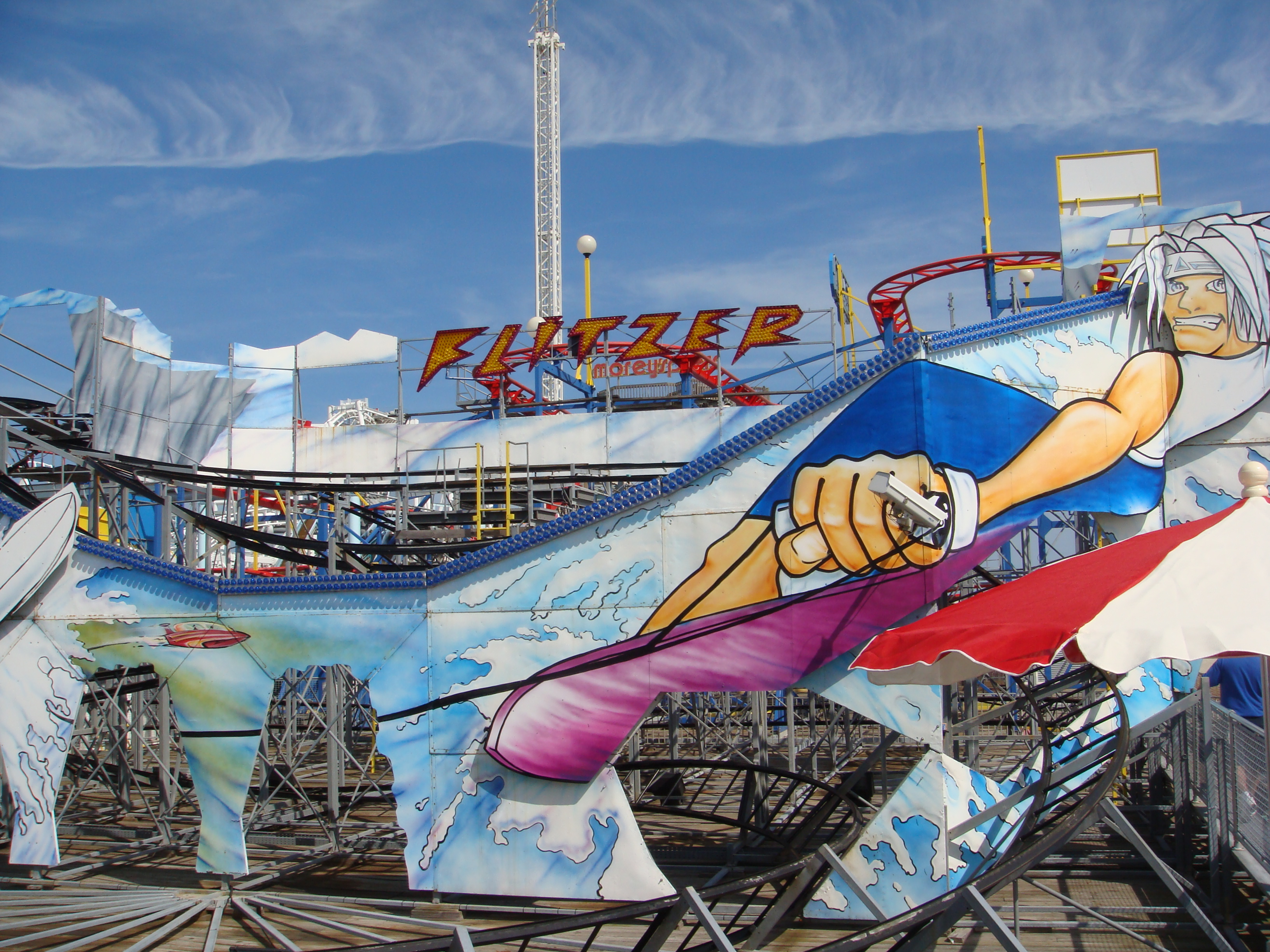
Flitzer à Morey's Piers
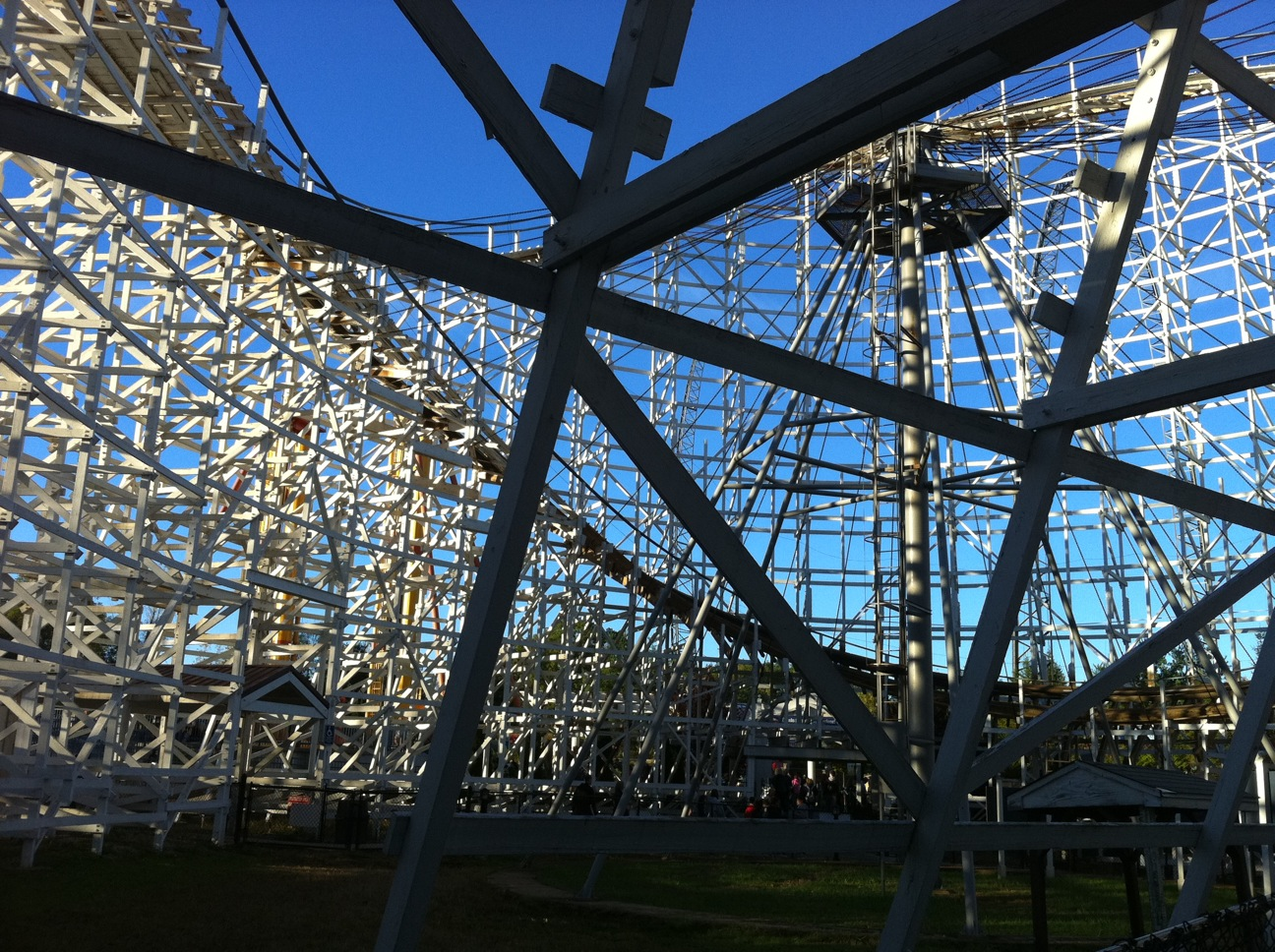
Riverside Cyclone à Riverside Amusement Park
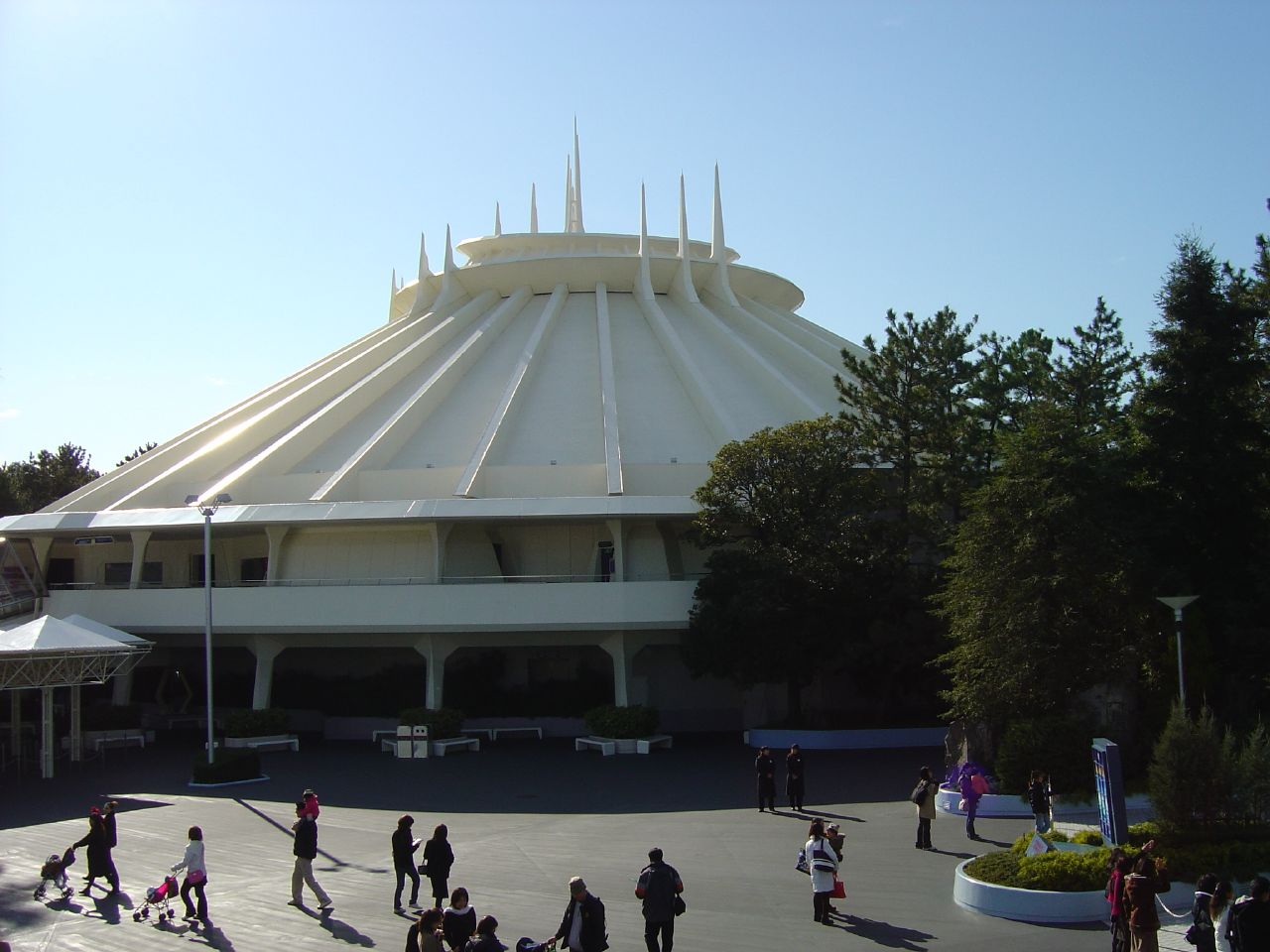
Space Mountain à Tokyo Disneyland
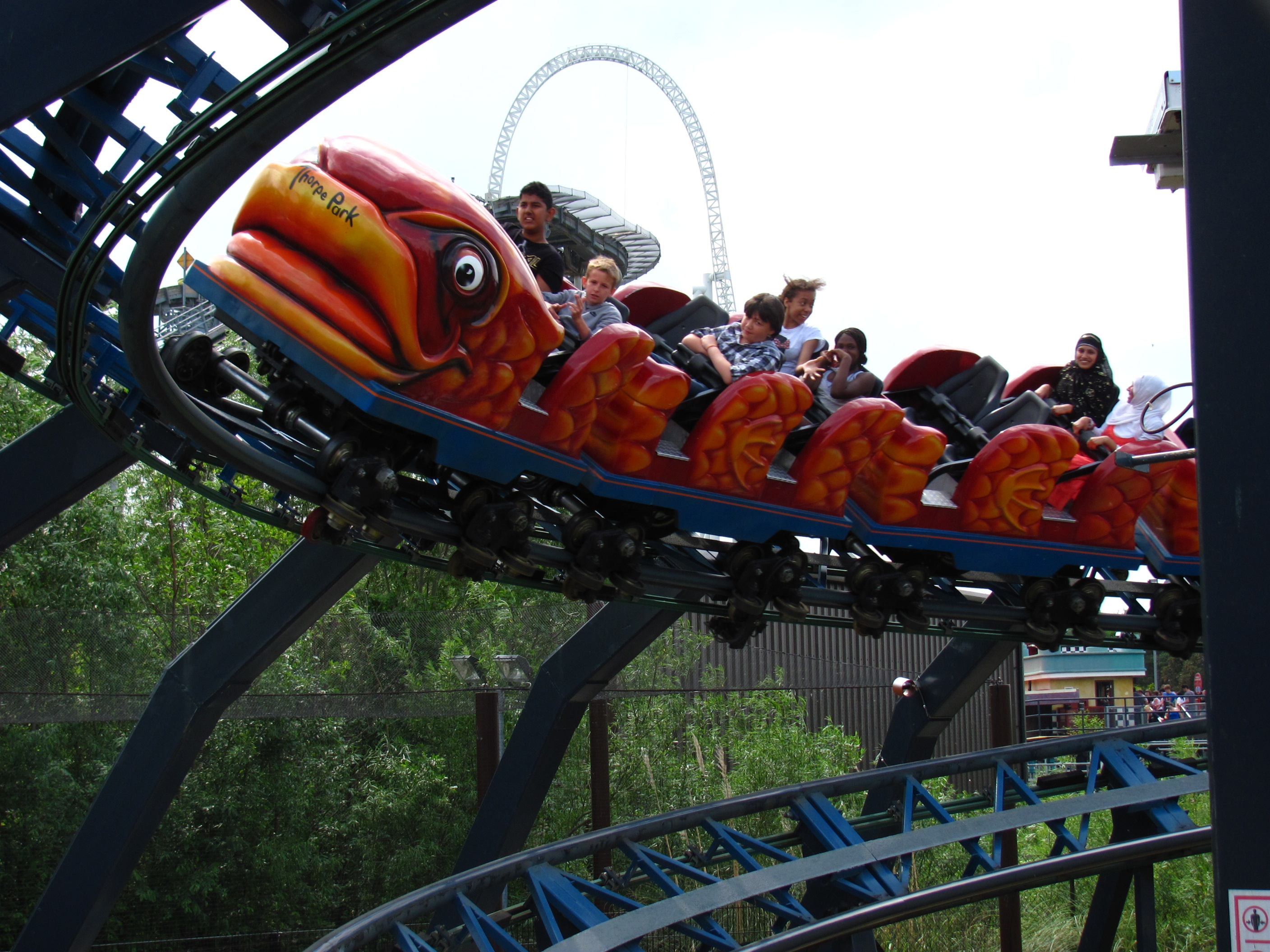
Space Station Zero à Thorpe Park
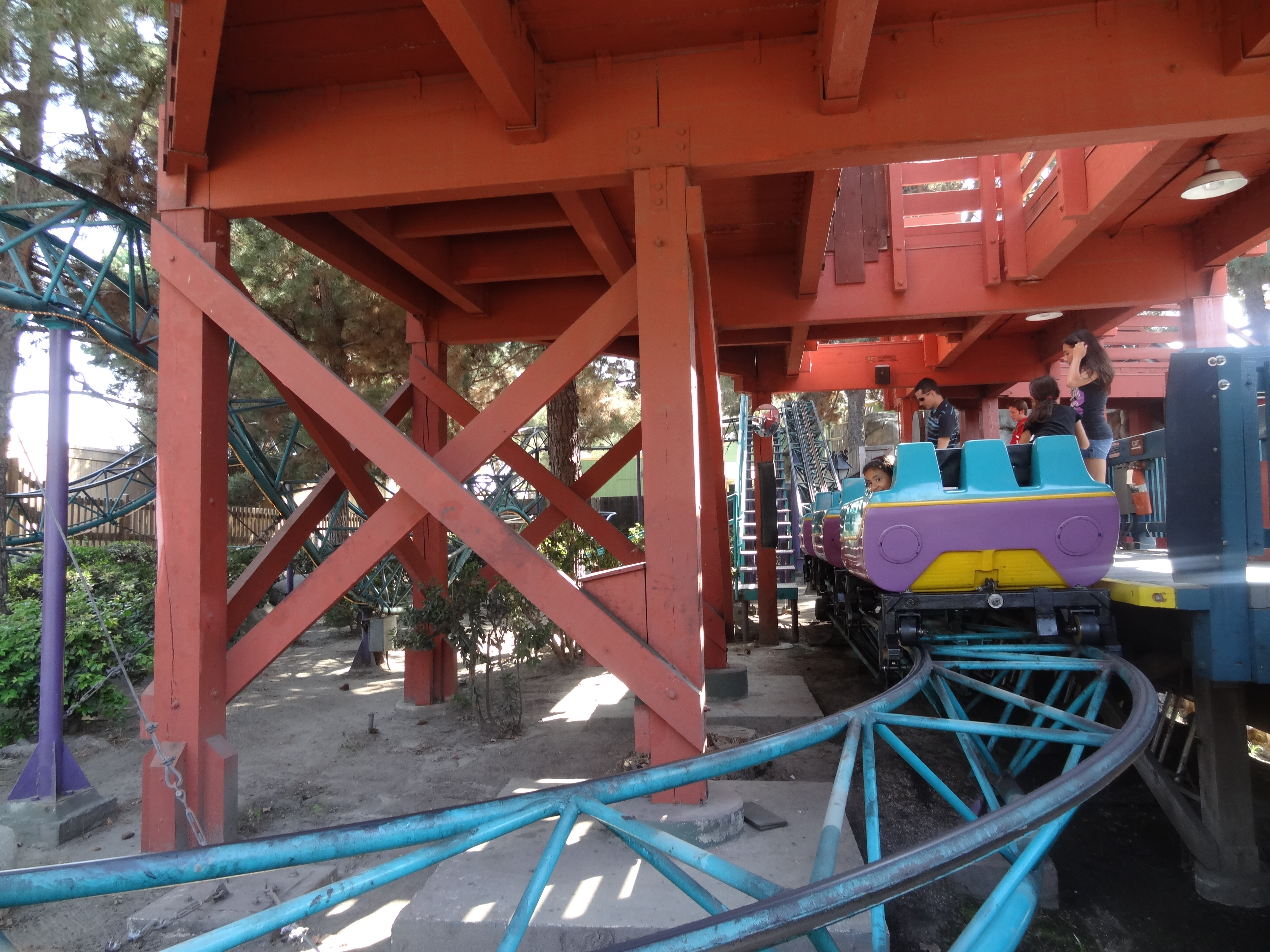
Timberline Twister à Knott's Berry Farm

### Autres attractions
| Nom de l'attraction                                              | Type                                    | Constructeur                       | Parc                           | Pays        |
| ---------------------------------------------------------------- | --------------------------------------- | ---------------------------------- | ------------------------------ | ----------- |
| Aikamatto                                                        | Tapis volant                            | Zierer                             | Särkänniemi                    | Finlande    |
| Bateau du Mississippi                                            | Ranger                                  | Weber                              | OK Corral                      | France      |
| DaVinci's Cradle                                                 | Tapis volant                            | Zierer                             | Busch Gardens: The Old Country | États-Unis  |
| Demon Drop                                                       | Freefall                                | Intamin                            | Cedar Point                    | États-Unis  |
| Enchanted Tiki Room                                              | Spectacle d'audio-animatronics          | WED Enterprises                    | Tokyo Disneyland               | Japon       |
| Euro-Tower                                                       | Tour d'observation                      | Intamin                            | Europa-Park                    | Allemagne   |
| Flygande Mattan                                                  | Tapis volant                            | Zierer                             | Gröna Lund                     | Suède       |
| Freefall                                                         | Freefall                                | Intamin                            | Six Flags Great Adventure      | États-Unis  |
| Freefall                                                         | Freefall                                | Intamin                            | Six Flags Over Georgia         | États-Unis  |
| Free Fall                                                        | Freefall                                | Intamin                            | Nagashima Spa Land             | Japon       |
| Gunslinger                                                       | Chaises volantes                        | Chance Manufacturing Company, Inc. | Six Flags Over Texas           | États-Unis  |
| Horizons                                                         | Parcours scénique                       | WED Enterprises                    | Epcot                          | États-Unis  |
| It's a Small World                                               | Croisière scénique                      | WED Enterprises                    | Tokyo Disneyland               | Japon       |
| Journey Into Imagination                                         | Parcours scénique                       | WED Enterprises                    | Epcot                          | États-Unis  |
| Meet the World                                                   | Théâtre rotatif avec audio-animatronics | WED Enterprises                    | Tokyo Disneyland               | Japon       |
| Monorail                                                         | Monorail                                | Soquet                             | Parc Bagatelle                 | France      |
| Parachuter's Perch Devenu Parachute Training Center: Edwards AFB | Paratower                               | Intamin                            | Six Flags Great Adventure      | États-Unis  |
| Phantom Fantasia                                                 | Parcours scénique                       | Mack Rides                         | Thorpe Park                    | Royaume-Uni |
| Pinocchio's Daring Journey                                       | Parcours scénique                       | WED Enterprises                    | Disneyland                     | États-Unis  |
| Pinocchio's Daring Journey                                       | Parcours scénique                       | WED Enterprises                    | Tokyo Disneyland               | Japon       |
| Piraña                                                           | Rivière rapide de bouées                | Intamin                            | Efteling                       | Pays-Bas    |
| Pirates of the Caribbean                                         | Barque scénique                         | WED Enterprises                    | Tokyo Disneyland               | Japon       |
| Roger Rabbit's Car Toon Spin                                     | Parcours scénique                       | WED Enterprises                    | Tokyo Disneyland               | Japon       |
| Sky Screamer                                                     | Freefall                                | Intamin                            | Six Flags AstroWorld           | États-Unis  |
| Splash Canyon                                                    | Rivière rapide de bouées                | Intamin                            | Drayton Manor                  | Royaume-Uni |
| Skyway                                                           | Téléphérique                            | WED Enterprises                    | Tokyo Disneyland               | Japon       |
| Starjets                                                         | Manège de fusées                        | WED Enterprises                    | Tokyo Disneyland               | Japon       |
| Snow White's Adventures                                          | Parcours scénique                       | WED Enterprises                    | Tokyo Disneyland               | Japon       |
| The Edge                                                         | Freefall                                | Intamin                            | Marriott's Great America       | États-Unis  |
| The Haunted Mansion                                              | Parcours scénique                       | WED Enterprises                    | Tokyo Disneyland               | Japon       |
| Thunder River                                                    | Rivière rapide de bouées                | Intamin                            | Six Flags Over Mid-America     | États-Unis  |
| Tilt-A-Whirl                                                     | Tilt-A-Whirl                            | Sellner Manufacturing              | Hersheypark                    | États-Unis  |
| Tukkijoki                                                        | Bûches                                  | Reverchon Industries               | Särkänniemi                    | Finlande    |
| Voyage to the Moon                                               | Parcours scénique                       |                                    | Story Land                     | Royaume-Uni |
| White Water Canyon                                               | Rivière rapide de bouées                | Intamin                            | Kings Dominion                 | États-Unis  |

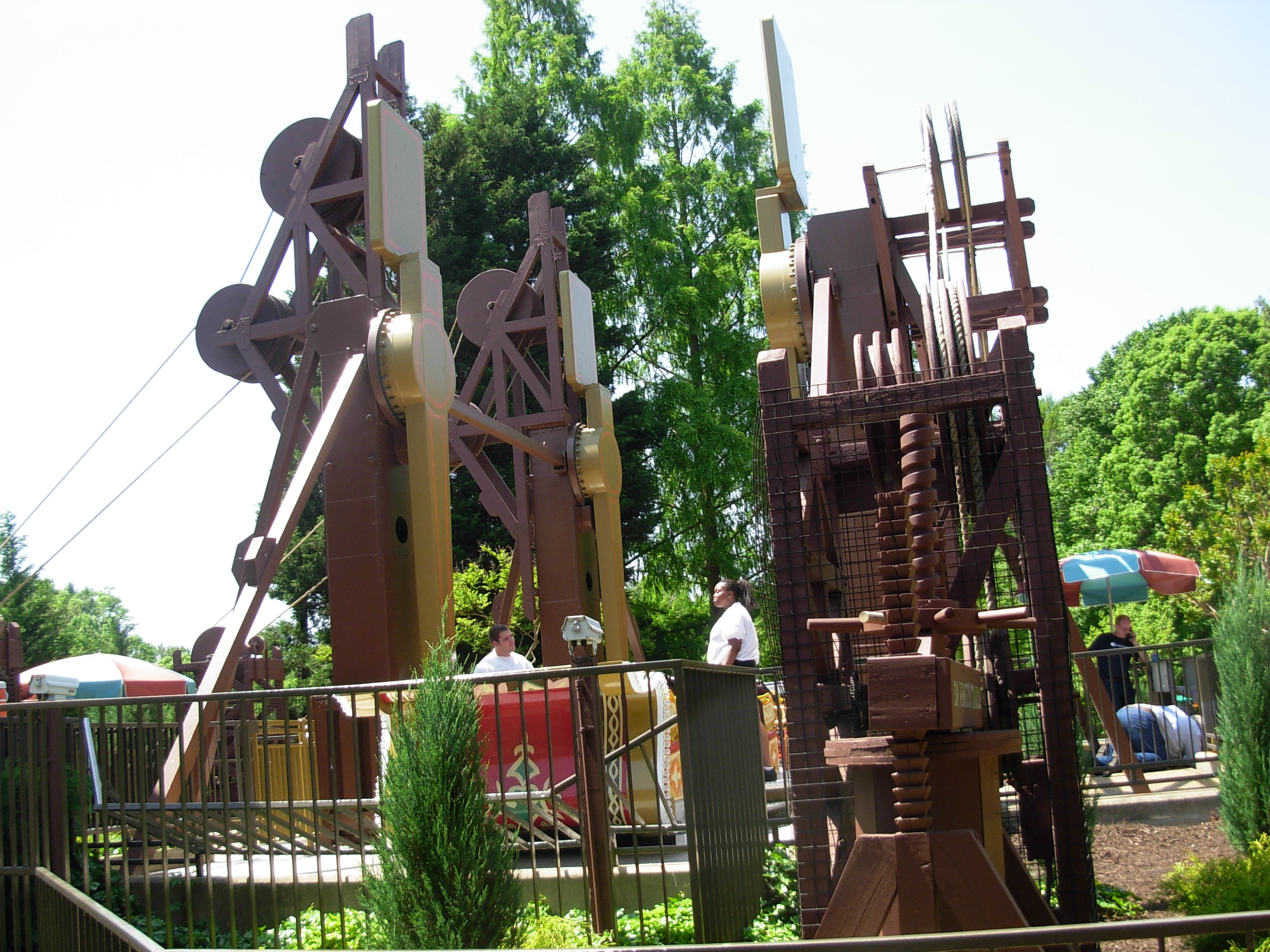
DaVinci's Cradle à Busch Gardens: The Old Country
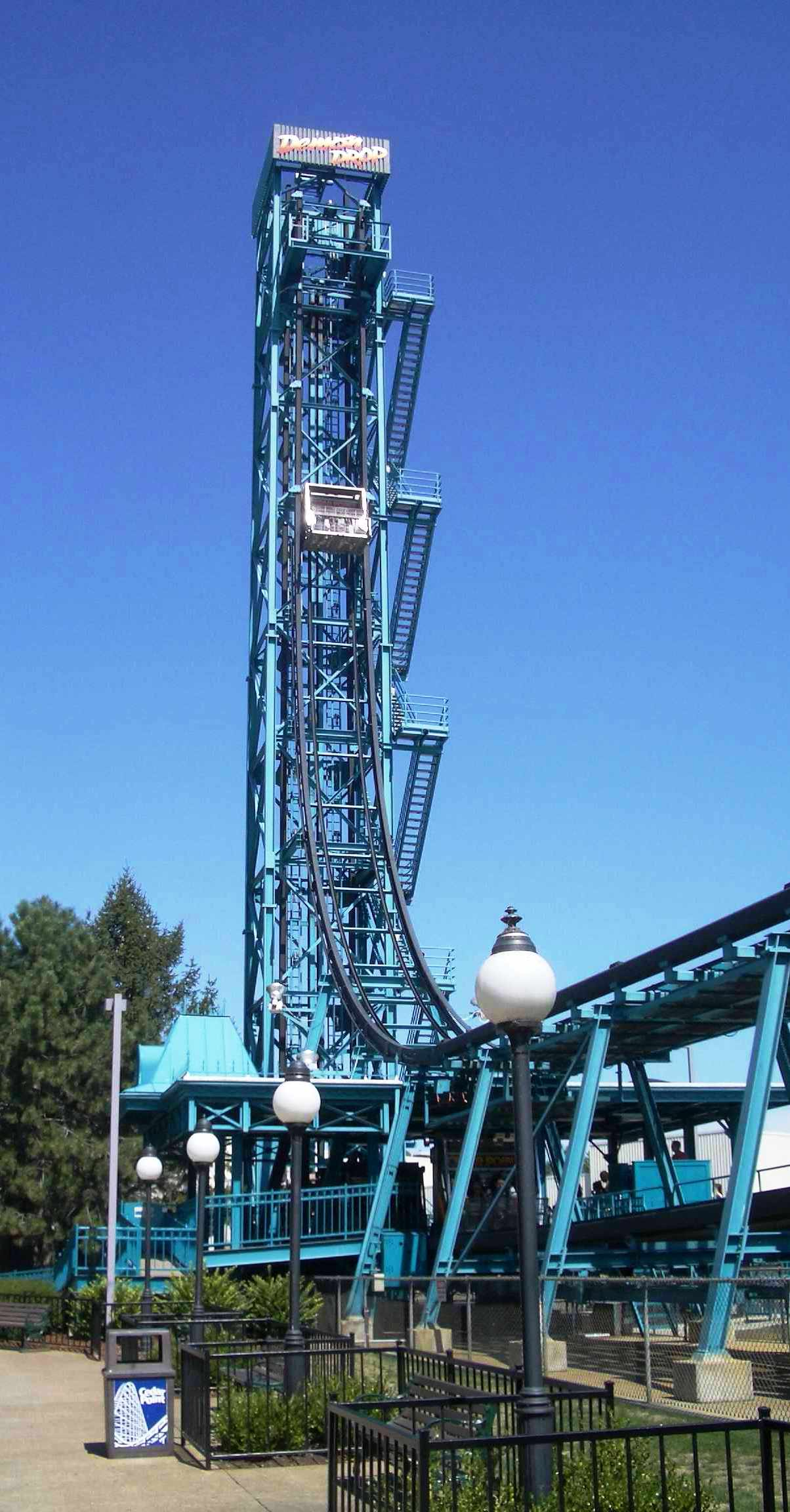
Demon Drop à Cedar Point
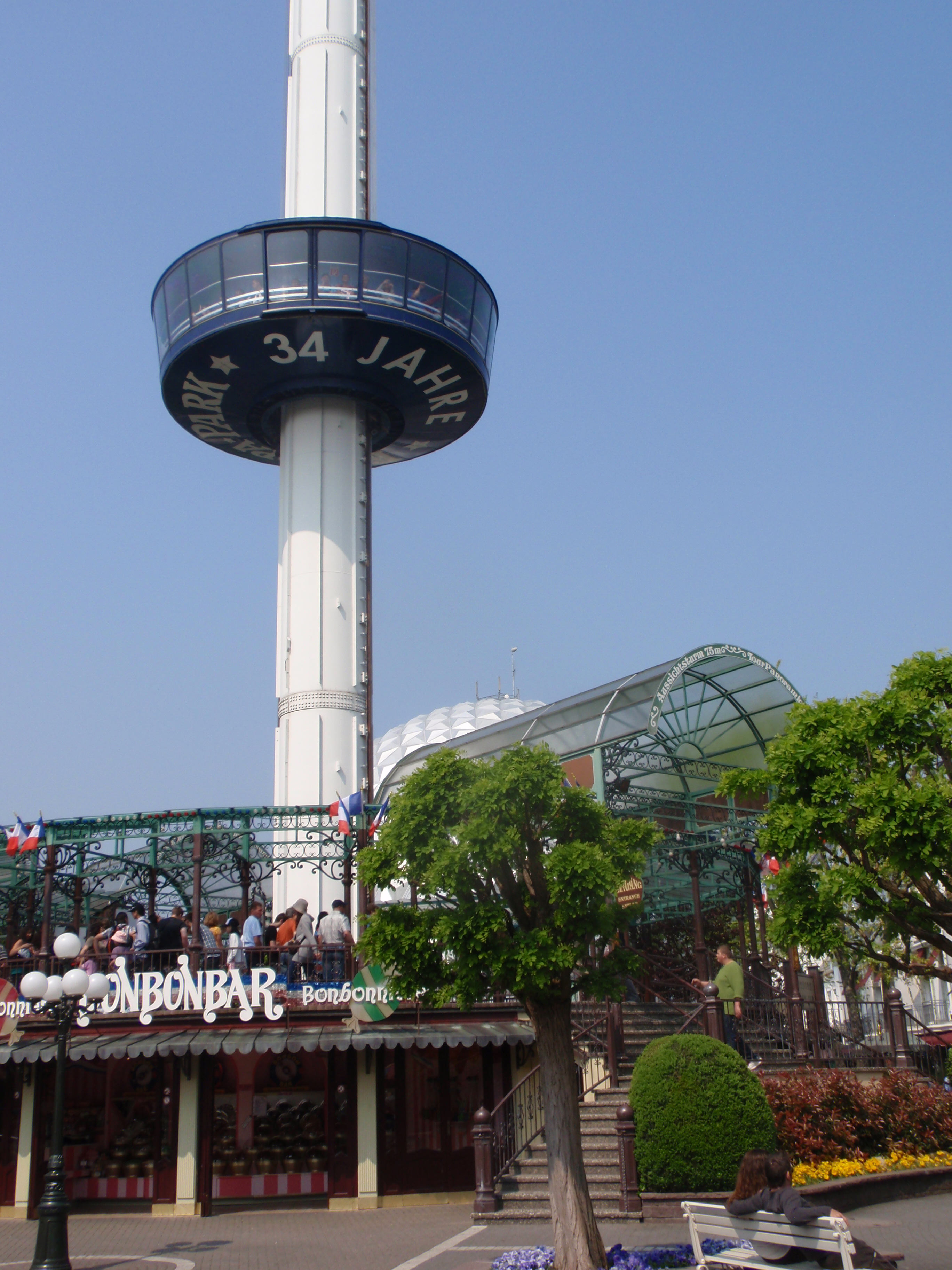
Euro-Tower à Europa-Park
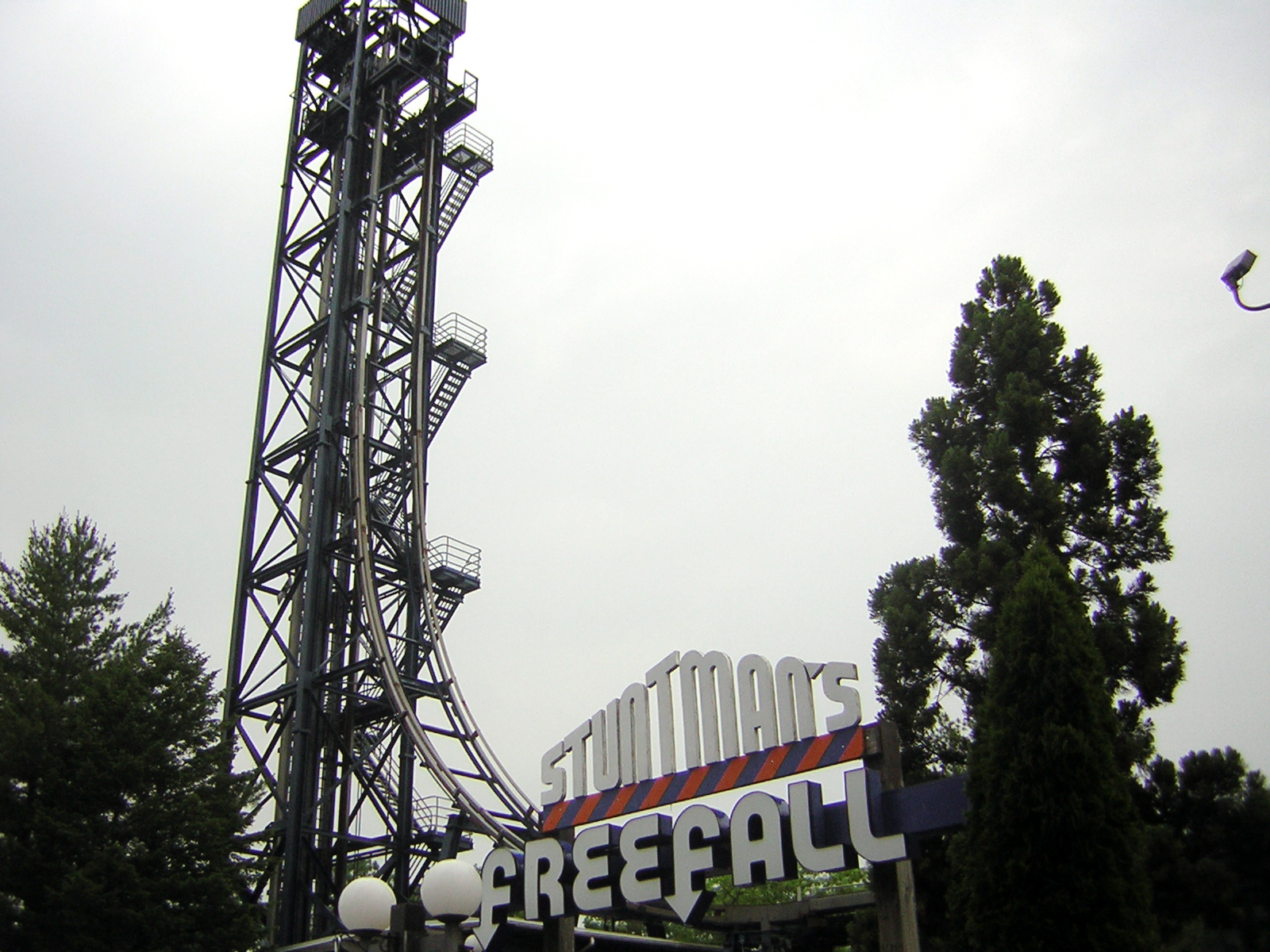
Freefall à Six Flags Great Adventure
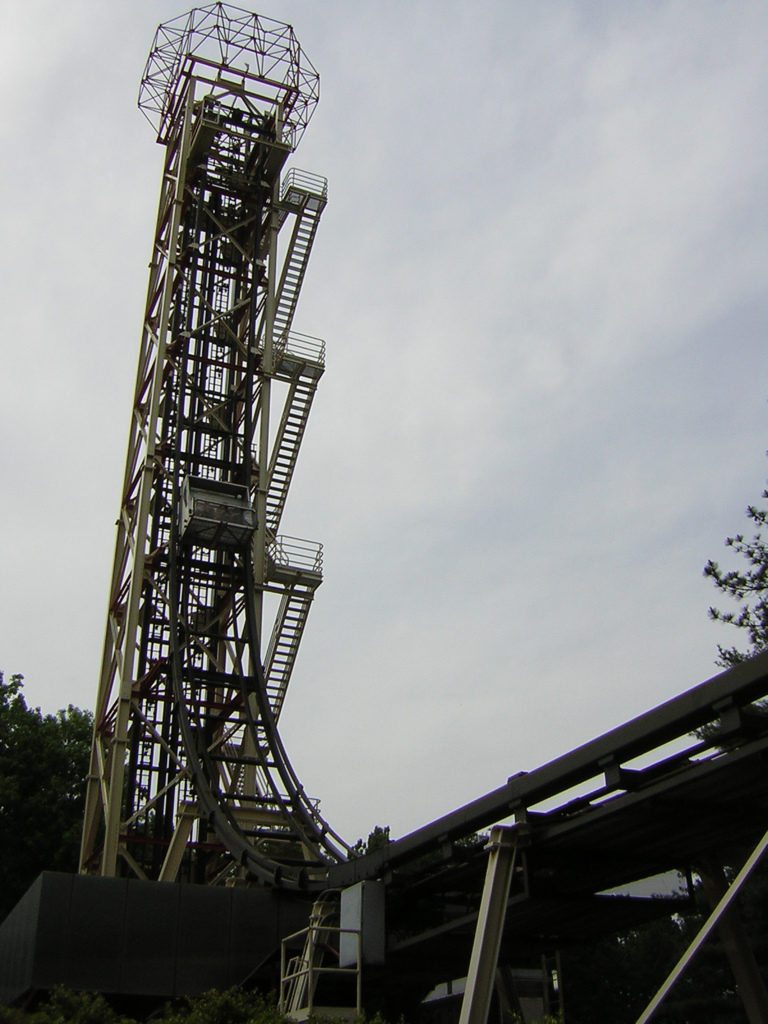
Freefall à Six Flags Over Georgia
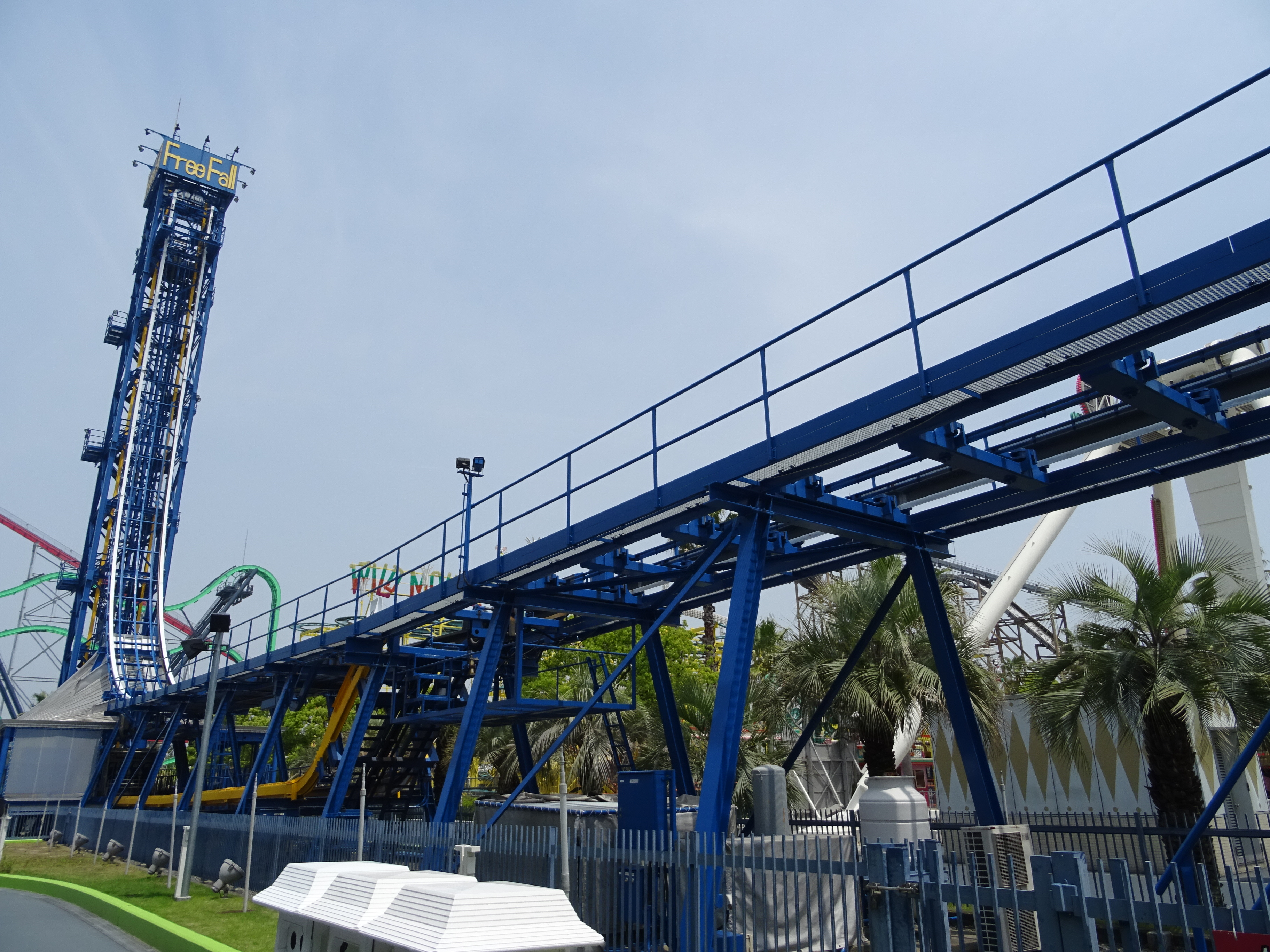
Free Fall à Nagashima Spa Land
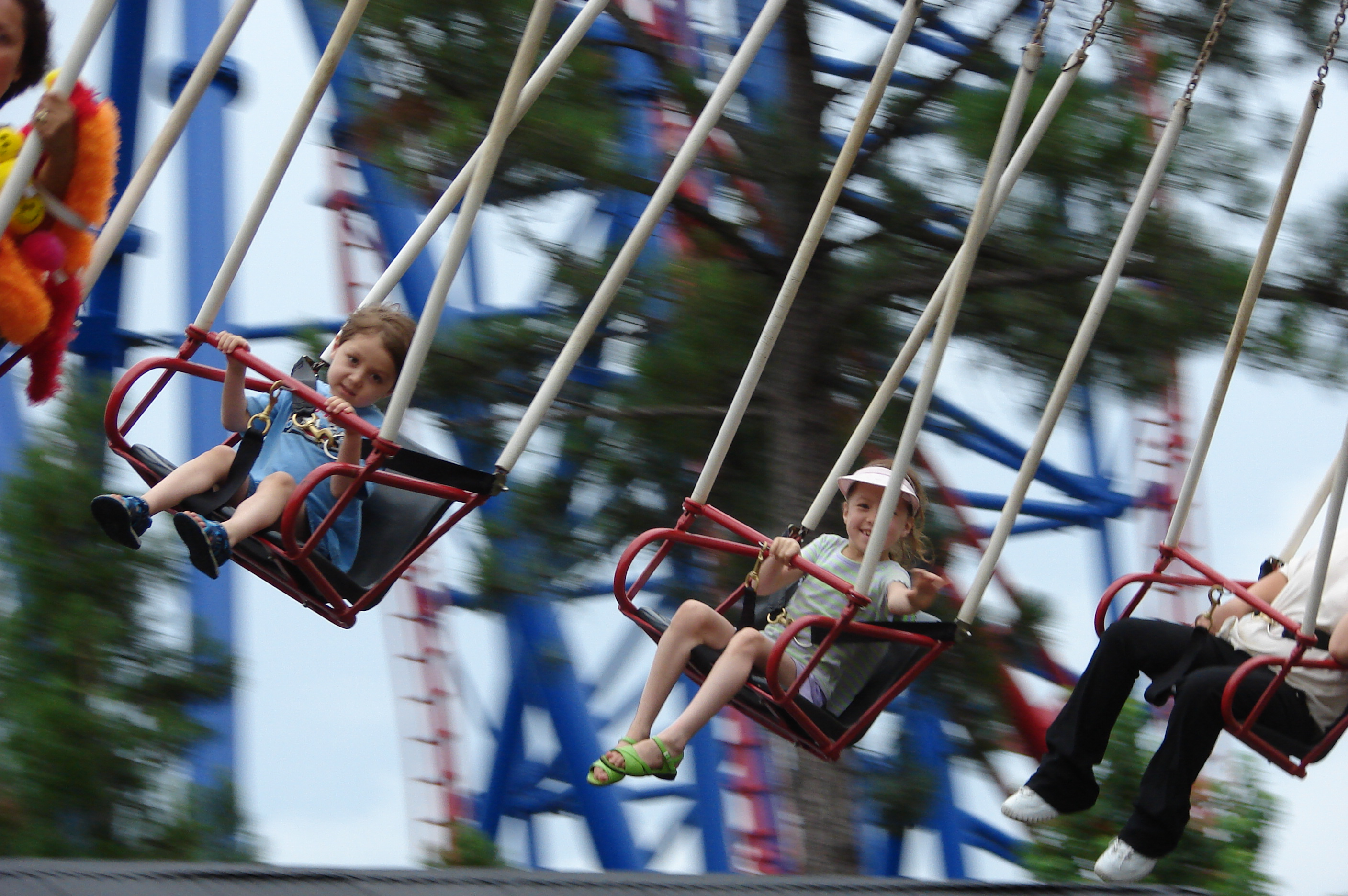
Gunslinger à Six Flags Over Texas
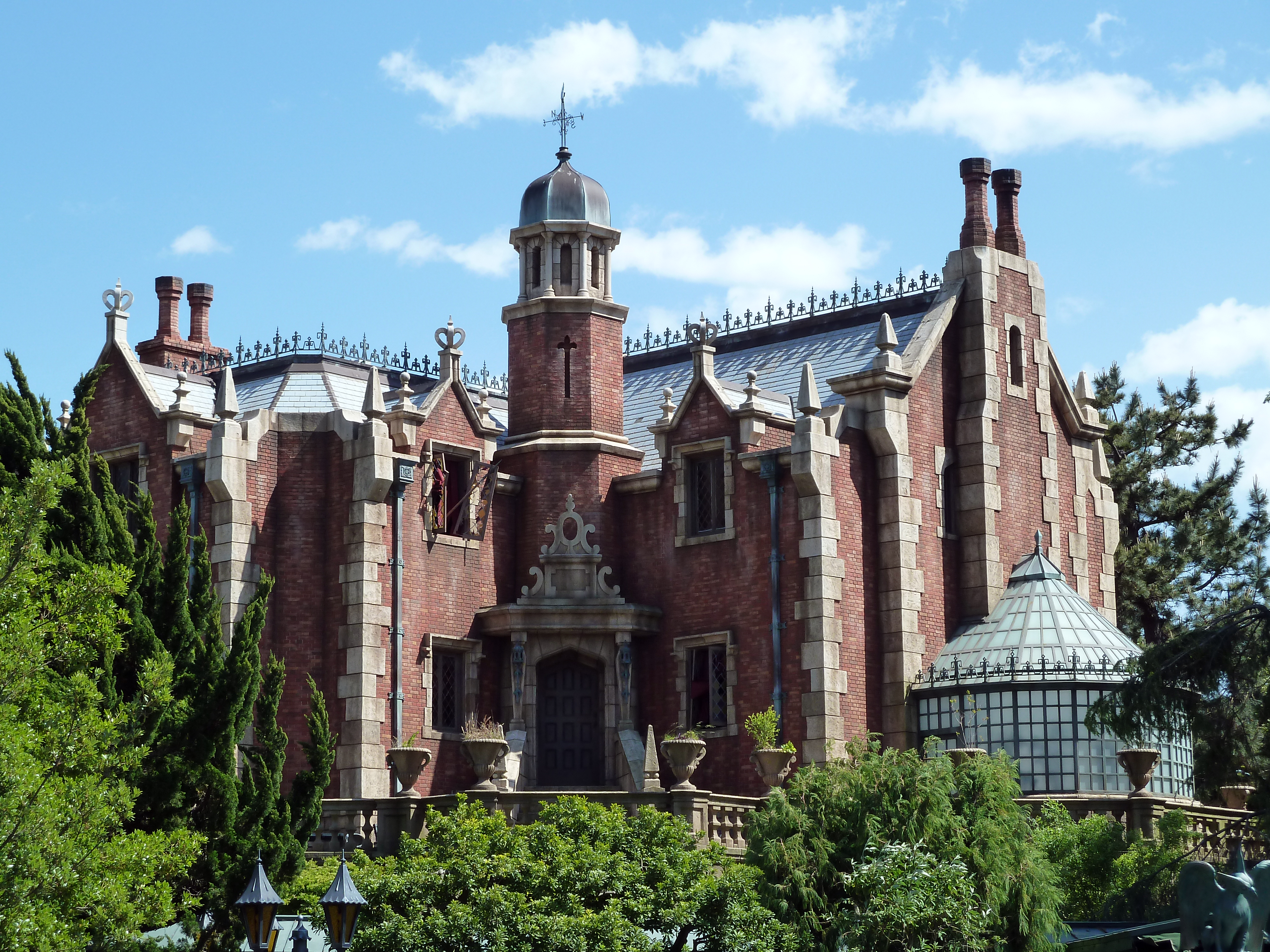
The Haunted Mansion à Tokyo Disneyland
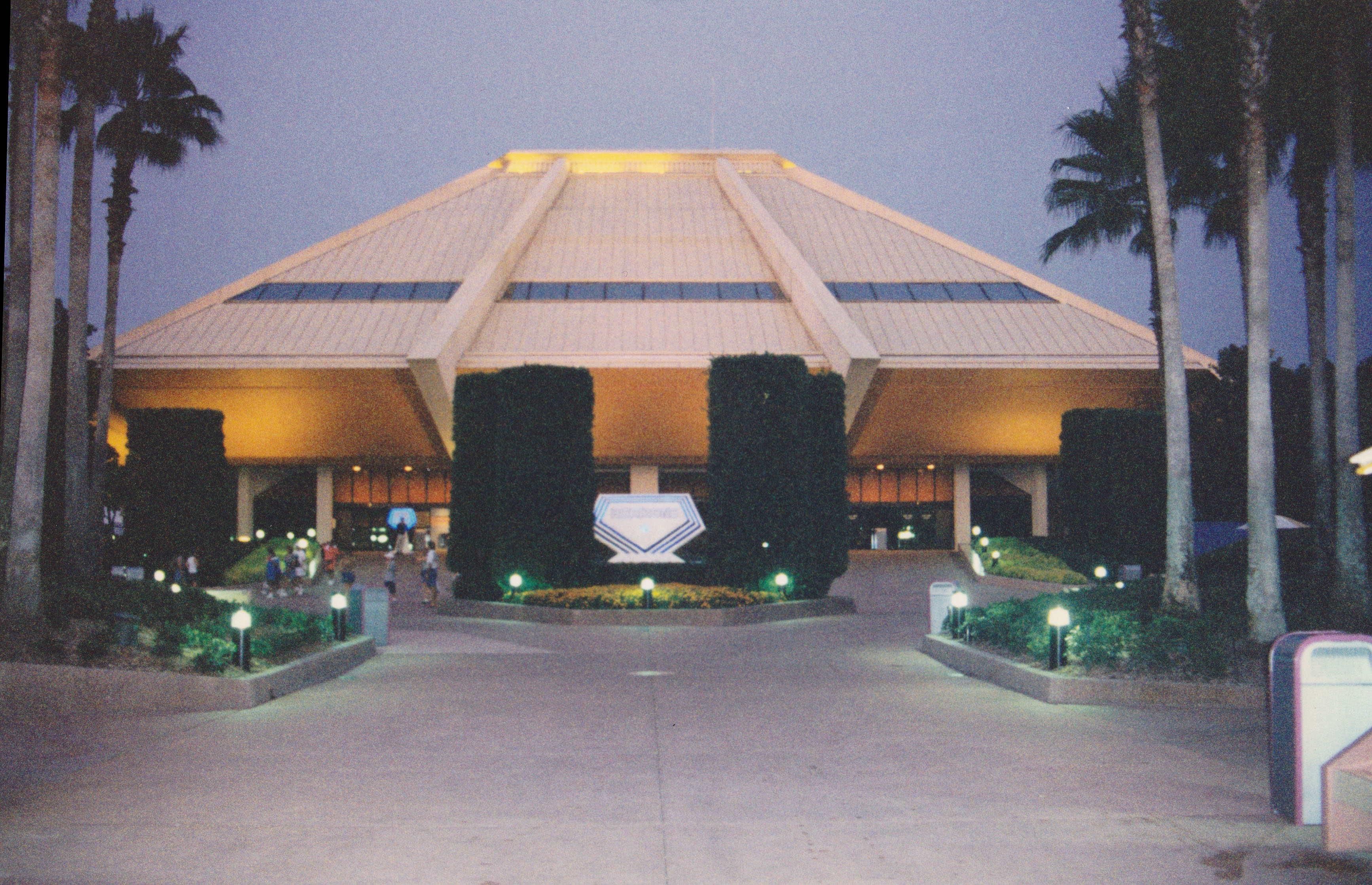
Horizons à Epcot
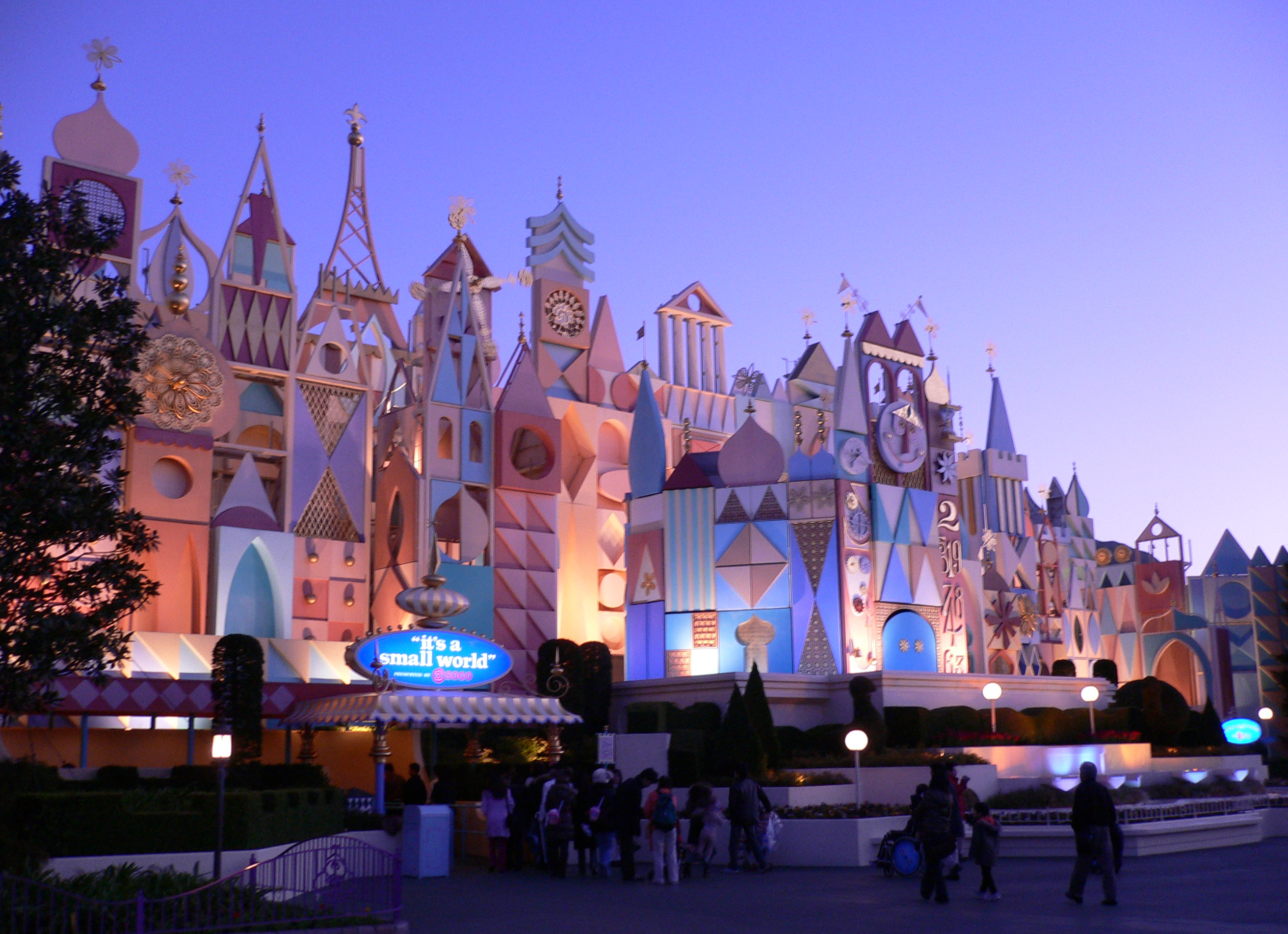
It's a Small World à Tokyo Disneyland
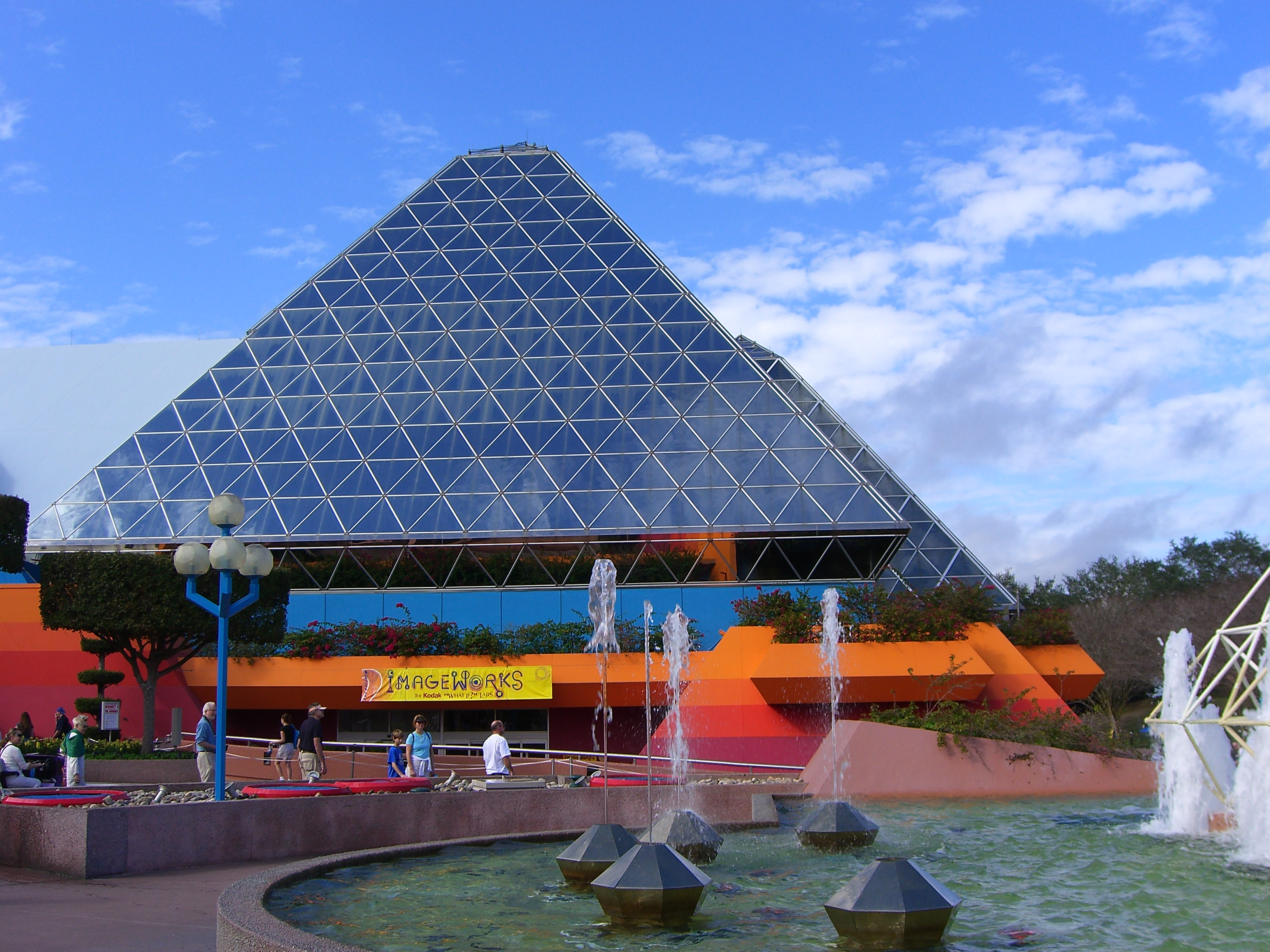
Journey Into Imagination à Epcot
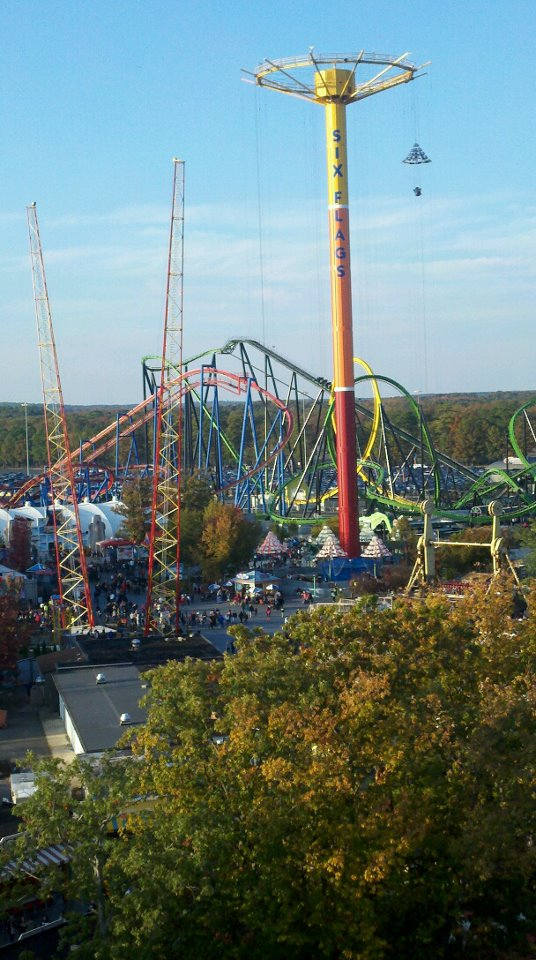
Parachuter's Perch à Six Flags Great Adventure
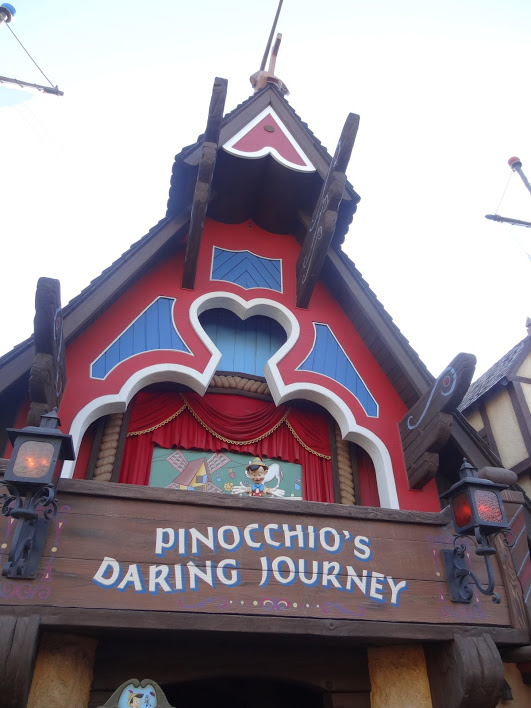
Pinocchio's Daring Journey à Disneyland
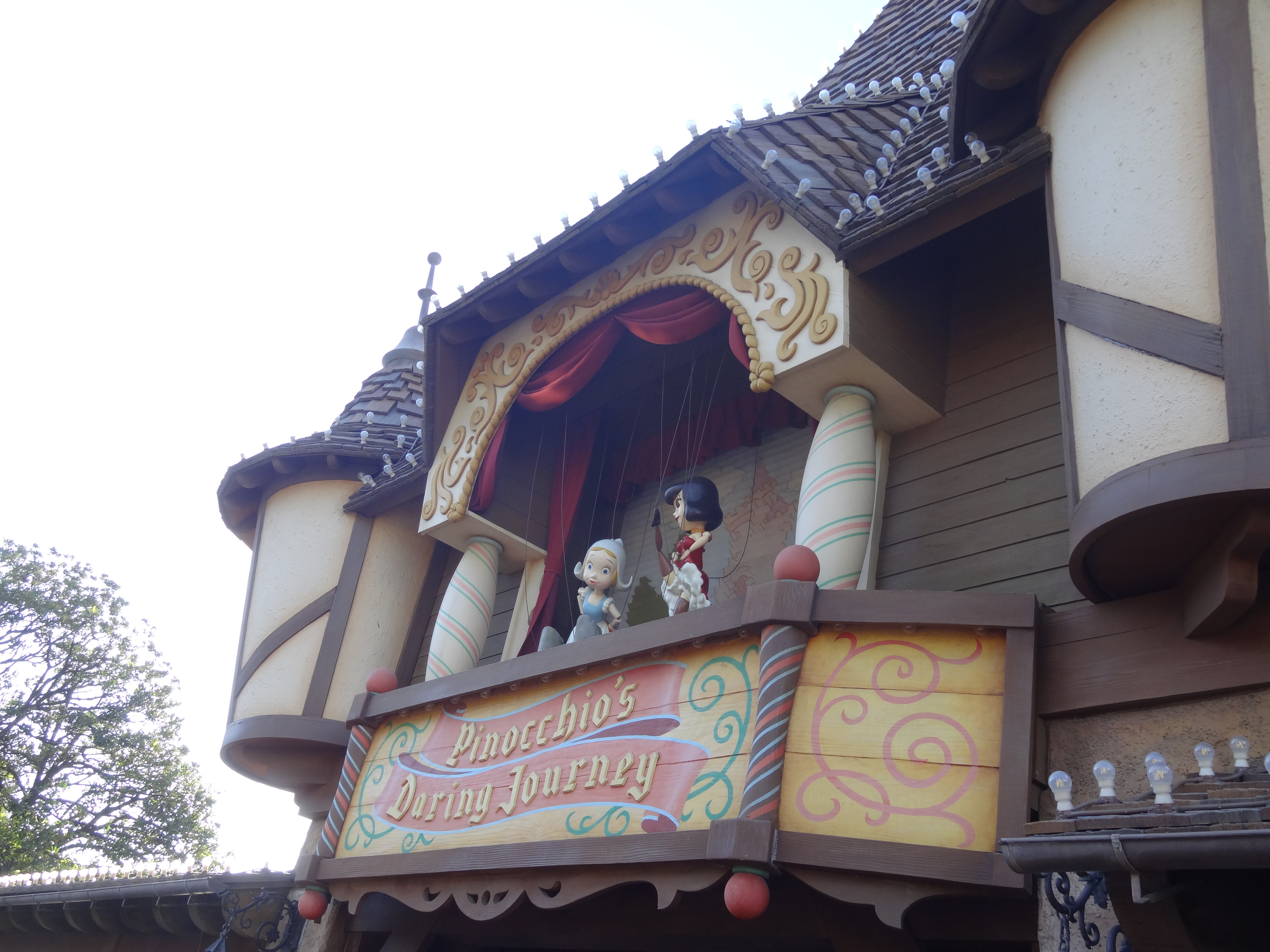
Pinocchio's Daring Journey à Tokyo Disneyland
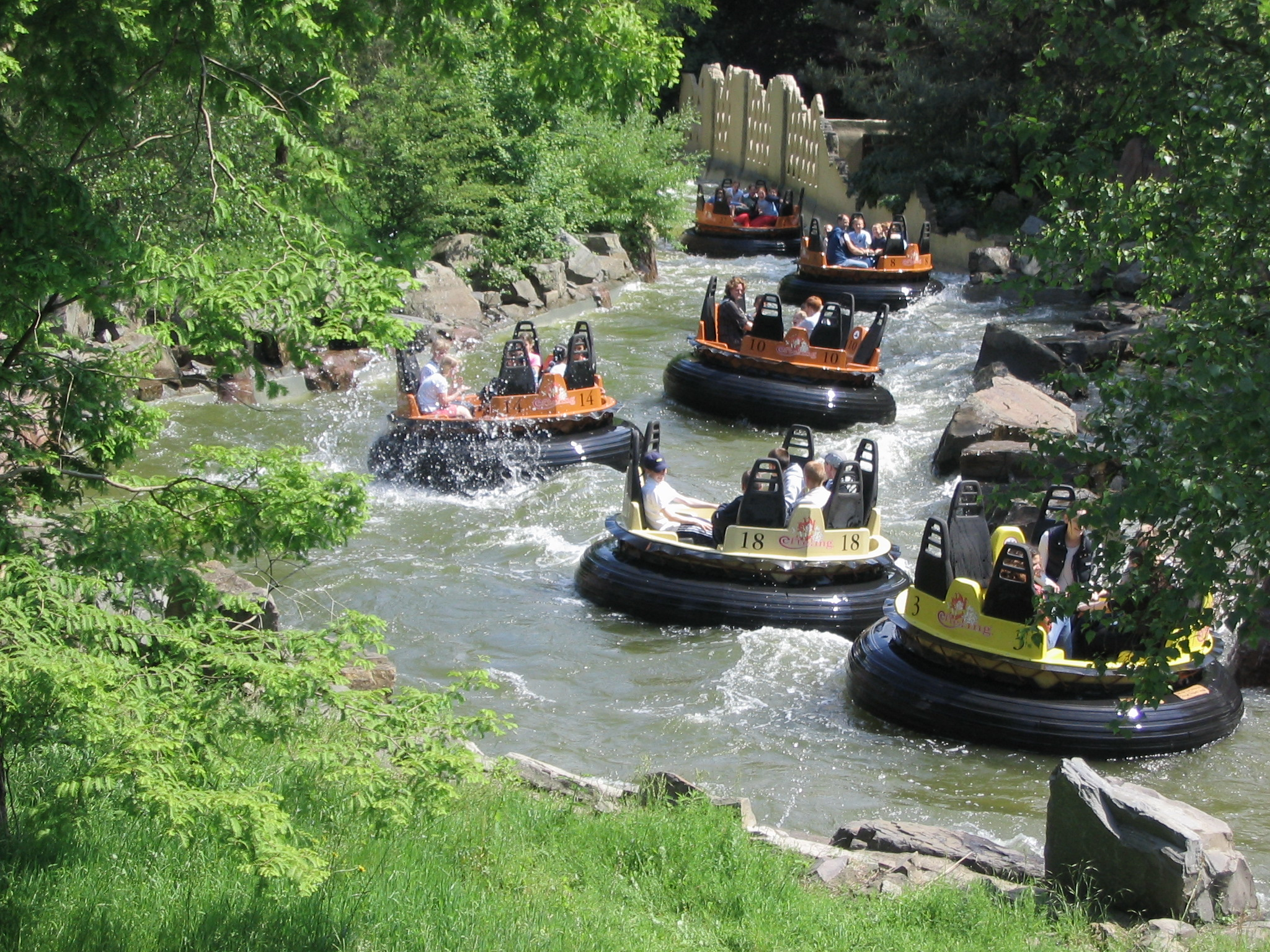
Piraña à Efteling
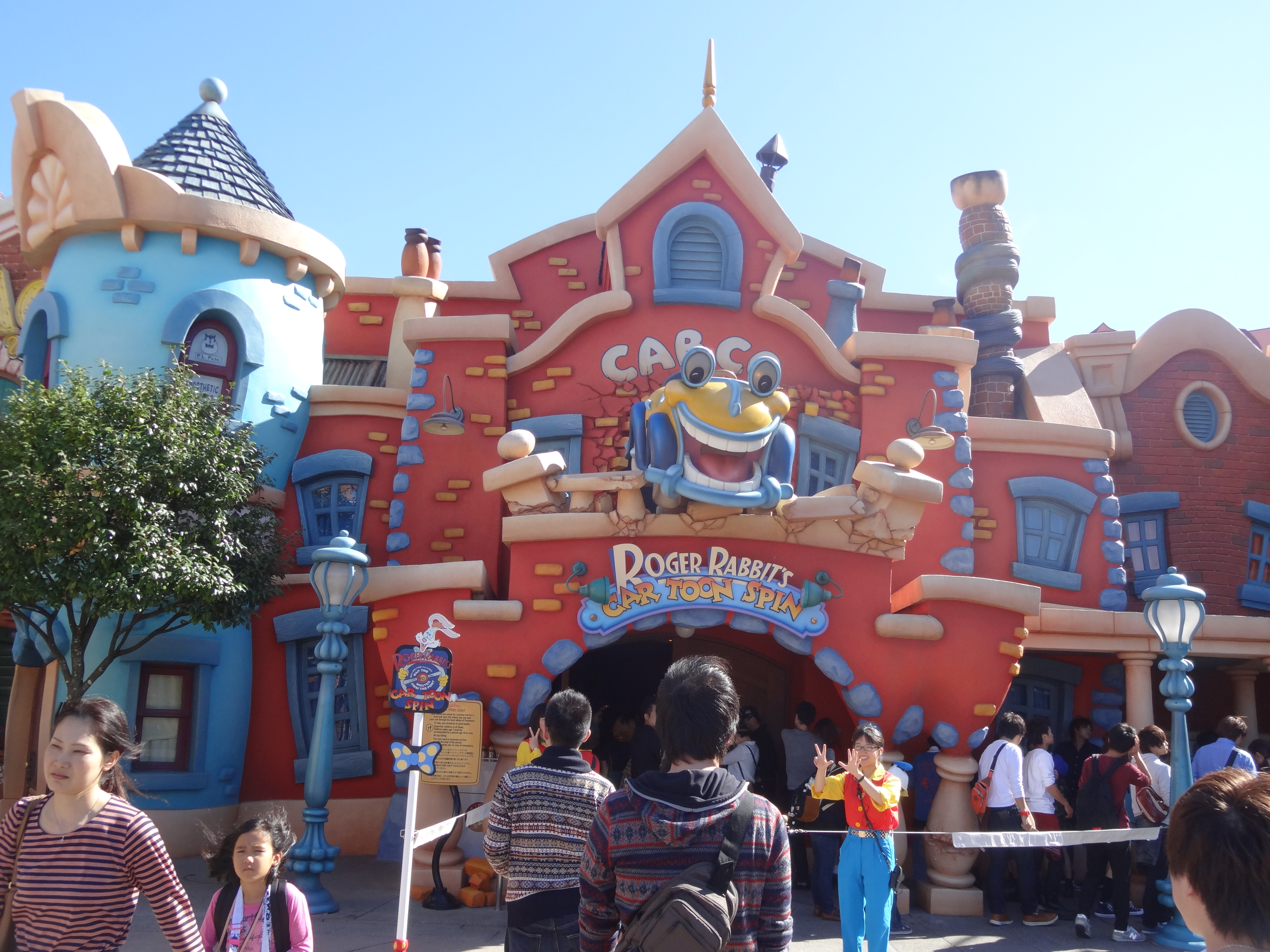
Roger Rabbit's Car Toon Spin à Tokyo Disneyland
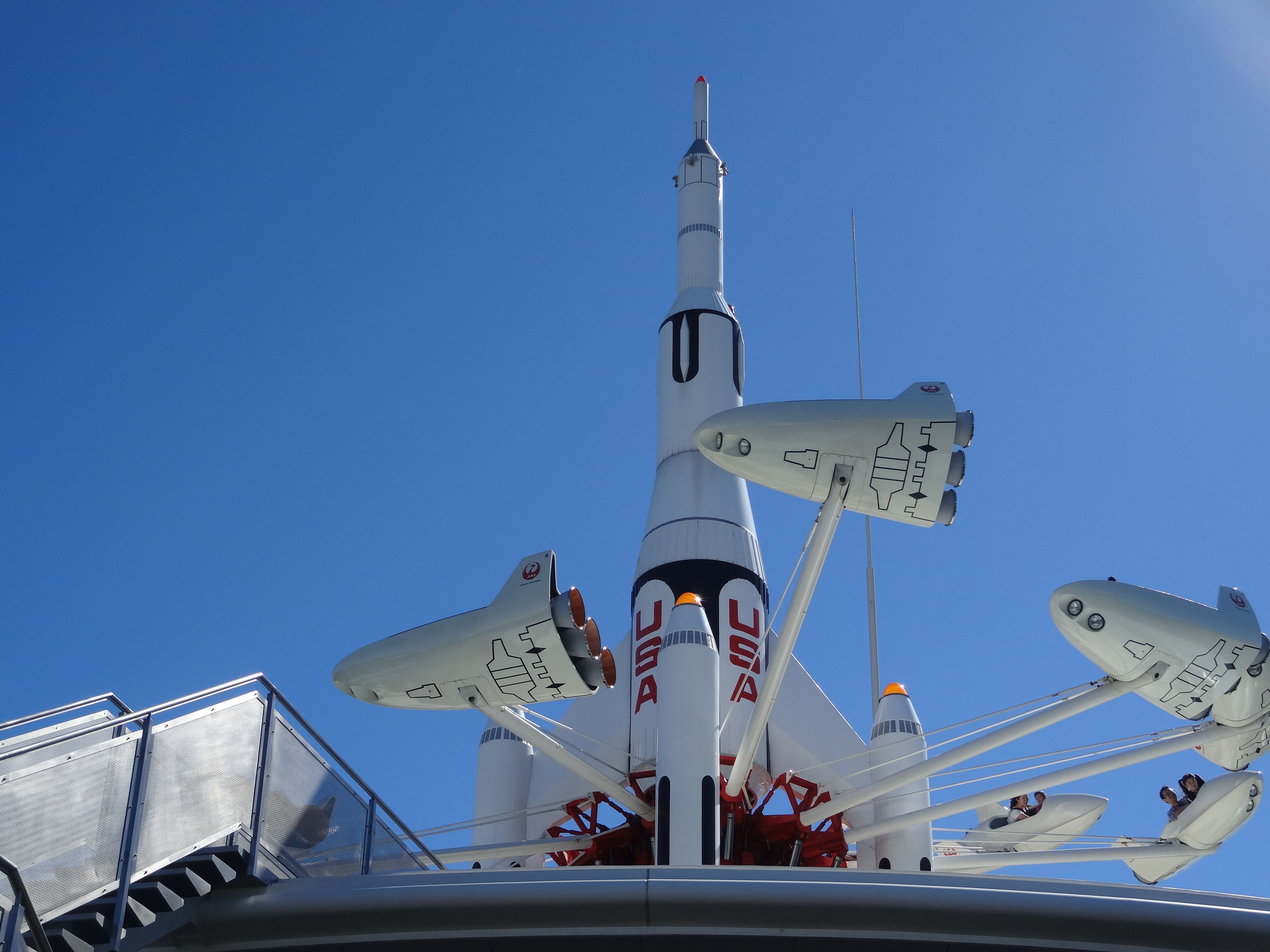
Starjets à Tokyo Disneyland
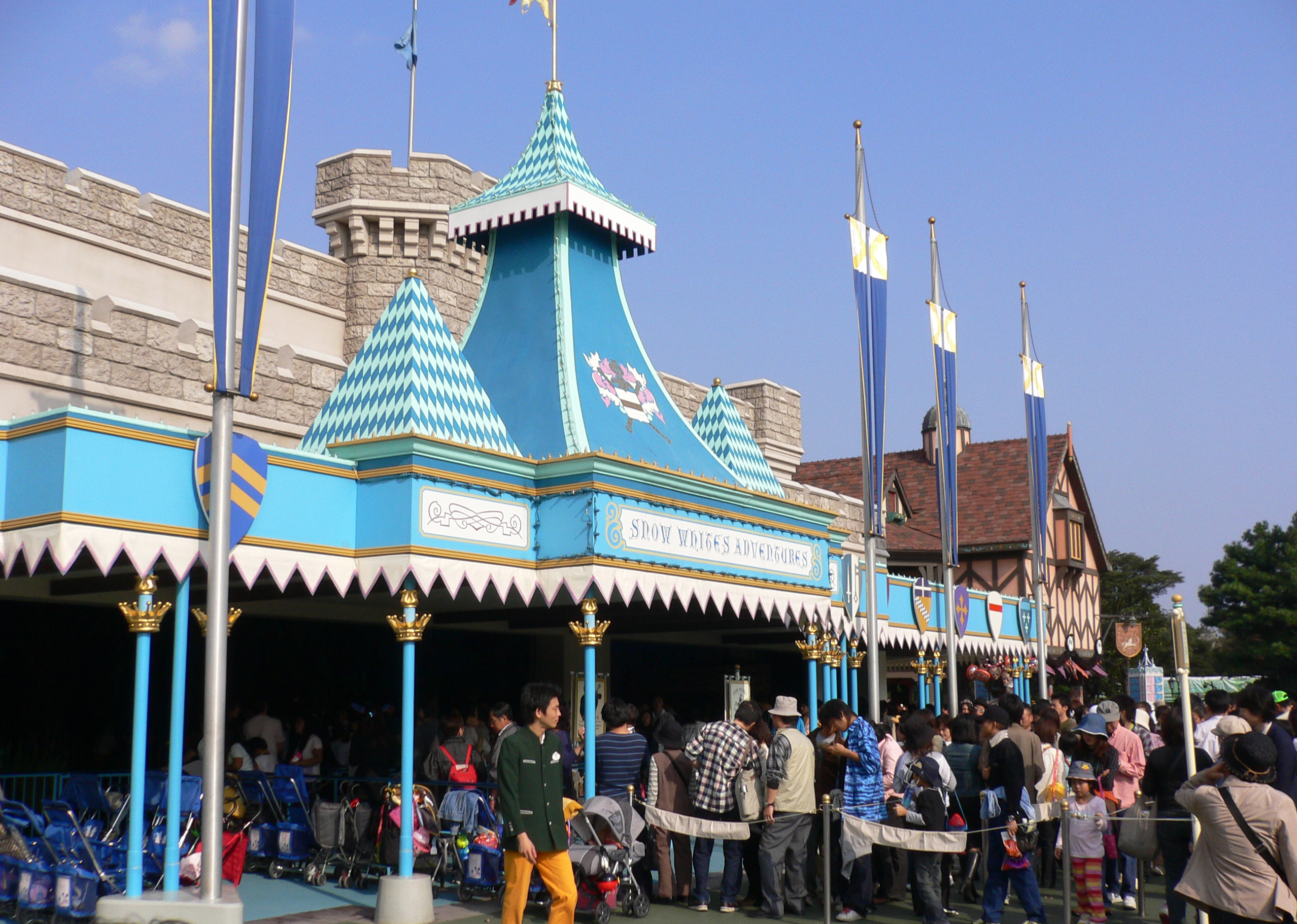
Snow White's Adventures à Tokyo Disneyland
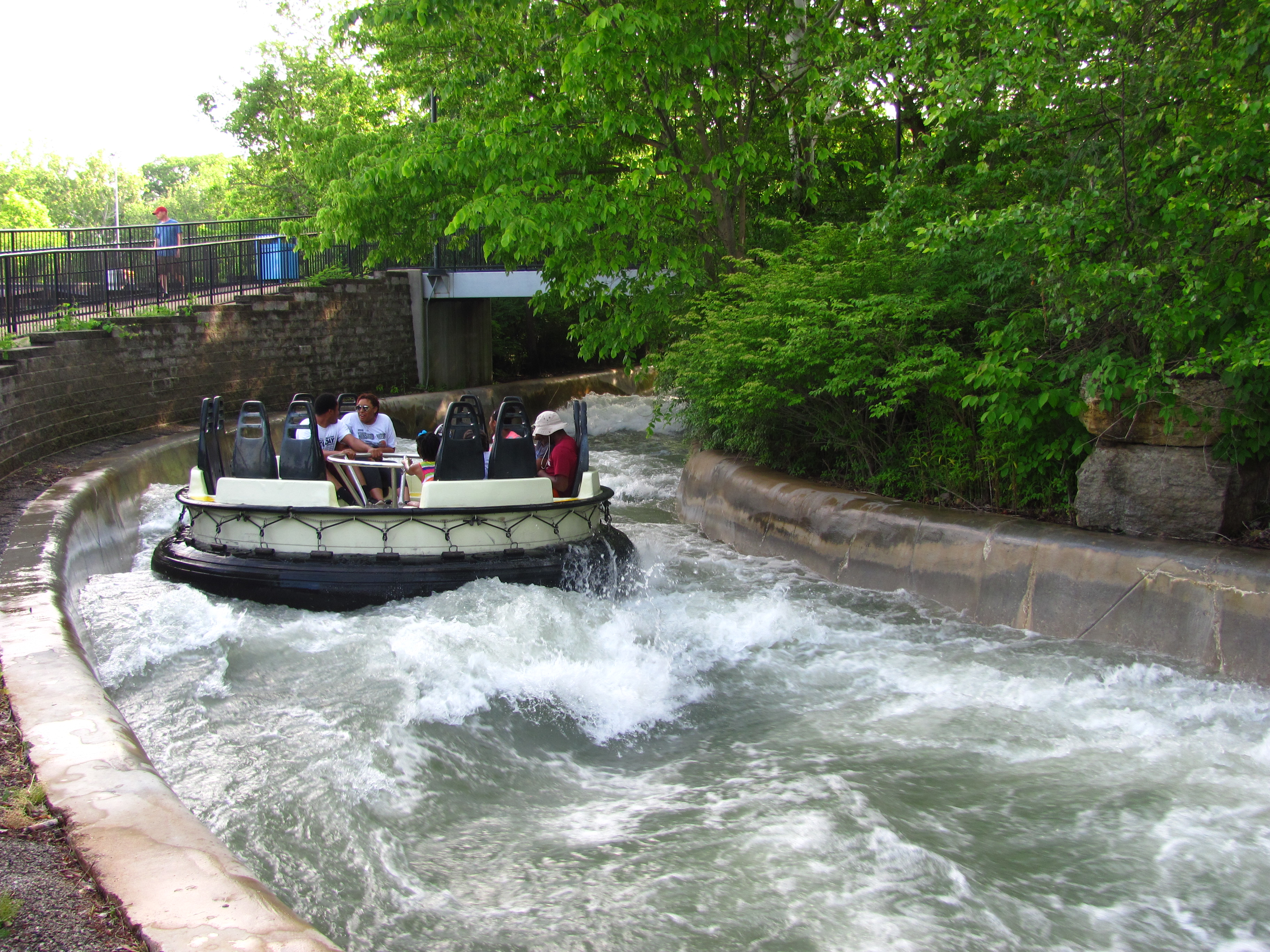
Thunder River à Six Flags Over Mid-America
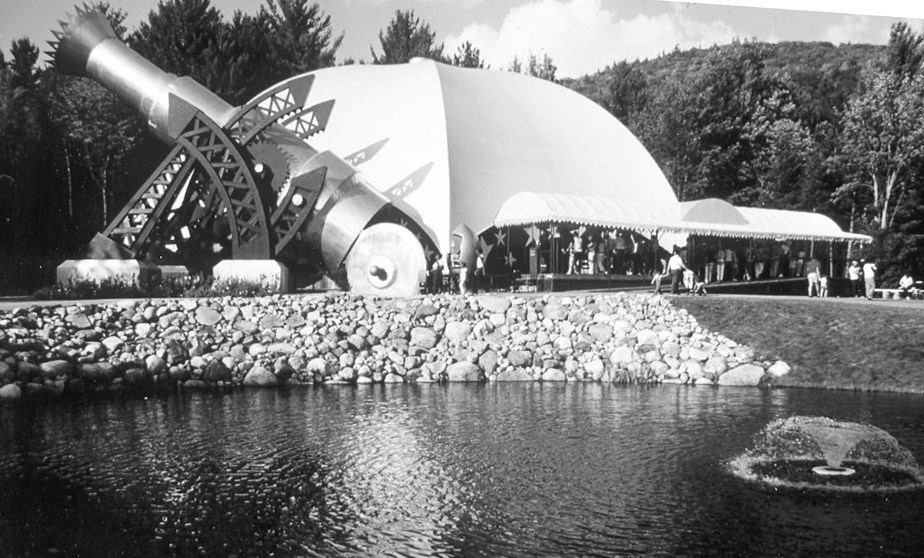
Voyage to the Moon à Story Land